# Deutsche Hochschule für Körperkultur
Die Deutsche Hochschule für Körperkultur (DHfK) war eine deutsche Sporthochschule in Leipzig. Sie wurde Anfang 1950 in der Deutschen Demokratischen Republik gegründet und im wiedervereinigten Deutschland mit Wirkung vom 1. Januar 1991 aufgelöst. Als Nachfolgeeinrichtung fungiert heute mit deutlich reduzierter Struktur die Sportwissenschaftliche Fakultät der Universität Leipzig.
Im Laufe ihres Bestehens bildete die DHfK Diplomsportlehrer aus, förderte Trainer und Sportfunktionäre systematisch, betrieb Nachwuchsforschung und forschte an der Weiterentwicklung der Disziplinen, was in der damaligen Sportwissenschaft als Neuerungen angesehen wurde. Im staatlichen Dopingprogramm in der DDR hatte die Hochschule selbst keine administrativen Aufgaben inne, besaß aber personelle Überschneidungen zum Forschungsinstitut für Körperkultur und Sport (FKS), das aus dem Zusammenschluss verschiedener DHfK-Forschungsbereiche entstand und nachweislich an der Entwicklung von Richtlinien bzw. an der Erforschung zum Medikamenteneinsatz zur Leistungssteigerung beteiligt gewesen war. Aufgrund ihrer exponierten Stellung wurde und wird die DHfK Leipzig als „Keimzelle des DDR Sportwunders“ oder „Zentrale des staatlich betriebenen Zwangsdopingsystems“ betitelt.

## Geschichte

### Vorgeschichte
Aufgrund der rigorosen Entnazifizierungspolitik in der Sowjetischen Besatzungszone herrschte im Schulsystem ein eklatanter Mangel an Turn- und Sportlehrern. Um den Lehrkräftemangel abzubauen, wurden 1946 per SMAD-Direktive Pädagogische Fakultäten an den Universitäten Berlin, Greifswald, Halle, Jena und Leipzig eingerichtet, später folgte Rostock. Je nach örtlichem Zustand der universitären Sporteinrichtungen nahmen dort innerhalb der folgenden zwei Jahre die Institute für Körpererziehung (IfK) ihre Arbeit wieder auf, die 1935 – noch unter der Bezeichnung Institut für Leibesübungen – aus den Universitäten ausgegliedert und direkt dem Reichserziehungsministerium unterstellt worden waren. Mit Wiederherstellung der kulturellen Verantwortung der Länder nach 1945 waren somit die IfK‘s und ihr Personal wieder den übrigen Universitätsinstituten gleichgestellt. An den neuen Pädagogischen Hochschulen Potsdam, Halle und Karl-Marx-Stadt wurden weitere Institute dieser Art eingerichtet.
Im Jahre 1952 erfuhr das Hochschulwesen eine organisatorische Straffung, als in der DDR die Länder aufgelöst und stattdessen 14 Bezirke (ohne Berlin) gebildet wurden. Durch die parallel dazu durchgeführte Zweite Hochschulreform gab es nun anstelle der bisherigen fünf Länderzuständigkeiten eine einheitliche Wissenschaftsverwaltung. Diese Zusammenlegung war die Fortführung eines zentralisierten Entwicklungsprozesses nach sowjetischem Vorbild, mit dem bereits 1946 begonnen wurde. Große politische und gesellschaftliche Institutionen eröffneten eigene zentrale Hochschulen zur Ausbildung ihrer Funktionäre und einfachen Mitglieder (SED, FDJ, FDGB) und so war es nur eine Frage der Zeit, bis auch die junge Sportbewegung eine vergleichbare Einrichtung bekommen sollte. Gleichgelagerte Projekte in anderen Staaten wie einige herausgehobene sowjetische Zentralinstitute oder das französische Institut National des Sports zeigten bereits vielversprechende Ergebnisse. Dagegen hatte in Deutschland zu Zeiten der Weimarer Republik die in Berlin ansässige Deutsche Hochschule für Leibesübungen gewirkt, ohne sich jedoch gegenüber den Interessen der einzelnen Länder behaupten zu können. In der zentralisierten DDR waren die Vorzeichen andere. Hier wurde ein neues Zentralinstitut als willkommene Gelegenheit gesehen, die „alten“ Strukturen und das „alte“ Personal auf dem Gebiet der Körperkultur abzuschaffen, um mögliche Hemmnisse bei der Durchsetzung von Direktiven von vornherein auszuschließen. Bezeichnenderweise stieß die Idee einer eigenständigen Hochschule für Körperkultur vor allem im IfK der Martin-Luther-Universität Halle auf wenig Gegenliebe, das in der DDR im Bereich der Lehrerausbildung seinerzeit führend war und später zeitgleich mit Gründung der DHfK zum Musterinstitut erhoben werden sollte.
Neben dem üblichen Kompetenzstreit gab es auch berechtigte Einwände. Mit dem Deutschen Sportausschuß (später dem Staatliches Komitee für Körperkultur und Sport) für die Hochschule und dem Ministerium für Volksbildung (später dem Ministerium für das Hoch- und Fachschulwesen) für die acht Institute würden beide für die Sportwissenschaft zuständigen Komplexe mehreren Ministerien bzw. staatlichen Verwaltungsinstanzen unterstehen. Die gleichgelagerte Entwicklung in Frankreich zeigte, dass diese Konstellation für die anwendungsorientierte Sportpraxis durchaus von Vorteil, für die wissenschaftsorientierte Sportwissenschaft jedoch von Nachteil war. Die von der Politik und den Sportorganisationen angestrebte möglichst rasche Ergebnisgewinnung stand im Gegensatz zur zeitintensiven wissenschaftlichen Grundlagenforschung. Am Ende dürften drei wesentliche Aspekte für die Gründung einer eigenständigen Hochschule ausschlaggebend gewesen sein:
- Die unkomplizierte Sicherung der SED-Vorherrschaft an der neuen Hochschule, was in den alten Instituten ein langwieriger Prozess gewesen wäre.
- Die mangelnde Akzeptanz an den universitären Hochschulen, entgegen der alten Turnwissenschaft den neuen Ansatz von kombinierter Sportwissenschaft mit Hochleistungssport zu verfolgen. Der damit verbundene traditionell schwere Stand der betreffenden Institute hätte einer effizienten Arbeit entgegengestanden.
- Die längere Ausbildungszeit der Lehrer unter dem Dach der Universitäten, die selbst bei nur einem Fach (Diplomsportlehrer) einen längeren Vorlauf benötigte.[2]

### Gründung der Zentralen Hochschule
Im Januar 1950 beschloss die SED die Einrichtung „eines zentralen Instituts für Leibesübungen und Sport“. Das im Folgemonat verabschiedete „Gesetz über die planmäßige Förderung der Jugend und des Sports“ sorgte für die rechtliche Grundlegung der „Deutschen Hochschule für Körperkultur“, mit deren Gründung der Deutsche Sportausschuß beauftragt wurde. Mit dem Begriff Körperkultur wurde sich ganz bewusst von der Historie der Deutschen Hochschule für Leibesübungen und ihrer nachfolgenden faschistischen Reichsakademie für Leibesübungen abgegrenzt und gleichzeitig ein neuer Anspruch formuliert, der nach sowjetischem Vorbild die Verbindung von körperlicher Bildung und Erziehung mit Kultur zum Ziel hatte (Fiskultura i sport).
Als Standort der Hochschule wurde Leipzig ausgewählt, um damit an die Tradition der Bundesschule des Arbeiter-Turn- und Sportbundes anzuknüpfen, die in dieser Stadt bis zu ihrem Verbot im Dritten Reich beheimatet war und in deren ehemaligen Räumlichkeiten das Zentralinstitut vorläufig seine Arbeit aufnehmen sollte. Daneben gab es die lange Tradition des Institut für Leibesübungen an der Leipziger Universität, das 1926 von Hermann Altrock ins Leben gerufen worden war und zu den ältesten in ganz Deutschland zählte. Vor allem aber war in Leipzig mit der Deutschen Bücherei die bibliografische Zentralstelle des deutschen Buchhandels und vollständigste deutsche Bibliothek beheimatet, die von der jungen DDR fortgesetzt wurde. Als unerlässliche Grundlage der anstehenden Forschungs- und Entwicklungsarbeit stand so dem Zentralinstitut von vornherein die beste deutsche Bibliothek des 20. Jahrhunderts zur Verfügung. Dies war umso wichtiger, da auf die Bibliothek der im Westsektor Berlins gelegenen ehemaligen Deutschen Hochschule für Leibesübungen nicht mehr zurückgegriffen werden konnte, deren Bestände in einer Nacht- und Nebelaktion an die westdeutsche Deutsche Sporthochschule Köln als Rechtsnachfolger überführt worden waren.

### Eliteeinrichtung im DDR-Sport

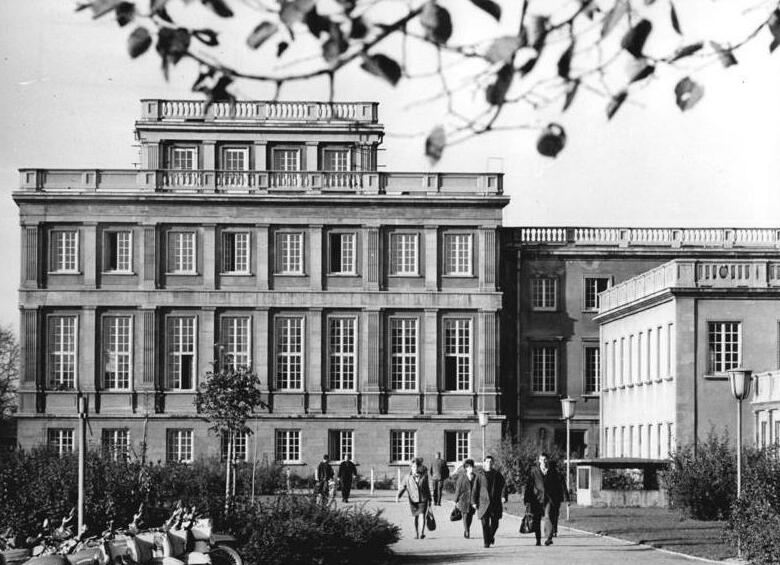
Die DHfK im Jahr ihres 15-jährigen Bestehens (1965)

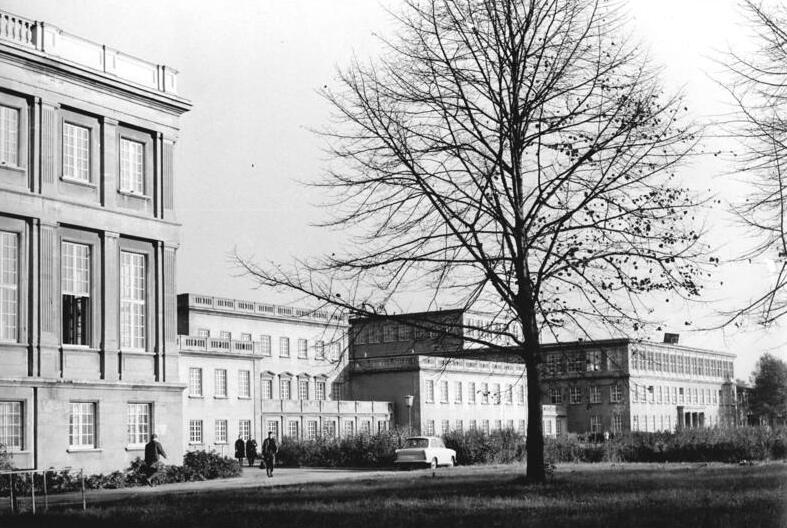
Teilansicht der DHfK-Gebäude (1965)

Im Mai 1950 nahm das zentrale Institut seine Arbeit mit einem Vorsemester auf, um Studierende ohne Abitur auf das Studium vorzubereiten. Am 22. Oktober 1950 erfolgte die offizielle Eröffnung mit einem feierlichen Akt in der Kongreßhalle Leipzig. Zehn Lehrkräfte und 96 Studierende bildeten den ersten Studiengang der DHfK, dessen Ausbildung zwei Jahre dauerte. Da nur auf politisch dem System zugehörige Lehrkräfte zurückgegriffen werden durfte, wurden zu Beginn auch engagierte Wissenschaftler anderer Fächer angestellt, die ihre jeweilige Profession auf den Sport anwandten. Hierdurch entstand eine große methodisch in den Mutterwissenschaften fundierte fachliche Breite. Darüber hinaus wurde im Hochschulsystem der DDR seit Anbeginn damit begonnen, nach sowjetischem Vorbild Fernstudiengänge neben dem Direktstudium aufzubauen, was in diesem Umfang ein Novum in der deutschen Bildungsgeschichte darstellte. Während die Lehrer an der PH in Potsdam studierten, war die DHfK Leipzig das Zentrum für alle angehenden Übungsleiter und Trainer. Für die Sportwissenschaft wurden hierzu zum ersten Mal in deutscher Sprache Fernstudienbriefe systematisch entwickelt und kontinuierlich verbessert, die häufig die Grundlage für die auch bei Studierenden in der Bundesrepublik äußerst beliebten Lehrbücher bildeten.
Im Jahr 1952 wurde am Leipziger Elsterflutbecken der Grundstein für eine großzügige zukunftsweisende Anlage gelegt. Auf einem ca. 200.000 m² großen Areal wurden bis 1957 nach Entwürfen der Architekten Hanns Hopp und Kunz Nierade verschiedene Sportbauten errichtet. Während der Baustil an die Antike angelehnt war, wurden spätere Gebäude deutlich moderner und funktionaler gestaltet. In seiner finalen Ausbaustufe umfasste der gesamte Sportkomplex 11 Sporthallen, eine Schwimmhalle, drei Hörsäle mit über 1000 Plätzen, Institutsgebäude mit zahlreichen Fachkabinetten und Labors, eine Bibliothek und ein Internatsgebäude. Außer dem Standort in Leipzig gab es seit 1958 das hochschuleigene Wintersportzentrum im vogtländischen Schneckenstein inklusive Sportanlagen und Internat, das auf einem ehemaligen Schachtgelände der Wismut errichtet wurde. Im südöstlich von Berlin gelegenen Blossin befand sich die Wassersportbasis, in Caputh bei Potsdam und Schneckenstein wurden zudem Ferienobjekte für DHfK-Mitarbeiter eingerichtet. Für die Betreuung der Fernstudenten richtete die DHfK eigene Außenstellen in den Städten ein, die als Leistungssportzentren-Standort die befähigsten Athleten konzentrierten. Neben Leipzig zählten dazu Rostock, Karl-Marx-Stadt, Magdeburg, Dresden, Berlin, Cottbus und Erfurt. In einer späteren Erweiterung kamen zusätzlich noch Konsultationsstützpunkte in Neubrandenburg, Frankfurt (Oder), Jena, Schwerin, Potsdam und Oberhof hinzu.
In den Folgejahren etablierte sich die DHfK Leipzig als zentrale Aus- und Weiterbildungsstätte des DDR-Sports, in der Tausende in- und ausländische Absolventen ihre Ausbildungsgänge im Direkt- und Fernstudium durchliefen. Bereits zum zehnjährigen Jubiläum 1960 konnte die DHfK auf insgesamt 1150 wissenschaftlich ausgebildete Diplomsportlehrer, 202 Turnlehrer und 702 Trainer verweisen. Außerdem erhielt die DHfK zum Wintersemester 1954/55 den gleichberechtigten Status einer wissenschaftlichen Hochschule und bekam das Promotionsrecht erteilt, dem bis 1960 die ersten 20 erfolgreichen Promotionen folgen sollten. Daneben hatte die DHfK auch in der sportwissenschaftlichen Forschung eine dominierende Stellung inne, so dass die DHfK nicht nur für die DDR eine besondere Rolle und Bedeutung ausfüllte. In den Anfangsjahren wurden zahlreiche Fachinstitute wie z. B. Körpererziehung oder Physiologie, Psychologie und Bewegungslehre aufgebaut, aus deren Disziplinen später neue Institute entstanden. 1956 übernahm die DHfK das Institut für Körperkultur der Universität Leipzig, nachdem die dortige Fakultät aufgelöst worden waren. Im selben Zeitraum wurde die interne Forschungsstelle (FST) gegründet, der ein Teil der Forschungsaktivitäten der DHfK übertragen wurde. Ab 1959 wurde die Wissenschaftliche Zeitschrift der DHfK herausgegeben. Die DHfK, ab 1961 Mitglied im Weltrat für Körpererziehung und Sport (CIEPES), hatte so wesentlichen Anteil am großen Vorsprung der DDR-Sportwissenschaften gegenüber ihrem westdeutschen Pendant, der 1955 bei der in Halle (Saale) abgehaltenen ersten gesamtdeutschen Konferenz für Sportwissenschaften offenbar wurde. In der bundesdeutschen Sportwissenschaft, die bis in die 1960er Jahre vielfach nur auf die Sportlehrerausbildung an Pädagogischen Hochschulen begrenzt war, wurde die personelle und materielle Ausstattung der DHfK und die damit verbundenen Möglichkeiten in Forschung und Lehre stets neidisch registriert und gegenüber der eigenen Hochschulpolitik gern als Argument für eine Etat-Aufstockung angeführt. Auch der überfällige Ausbau der Sportinstitute der Bundesrepublik und ihre personelle Verflechtung in die Universitätsfakultäten nach 1968, geschah unter ausdrücklichem Hinweis auf die Erfolge der DDR-Sportwissenschaft.
Bei der Festveranstaltung zu ihrem 15-jährigen Jubiläum bekam die Hochschule mit Wirkung vom 1. Oktober 1965 das Habilitationsrecht zur Verleihung des akademischen Grades Dr. päd. habil. zuerkannt. 1970 folgte das Recht zur Promotion B (Dr. sc. paed.) und der Lehrbefähigung.

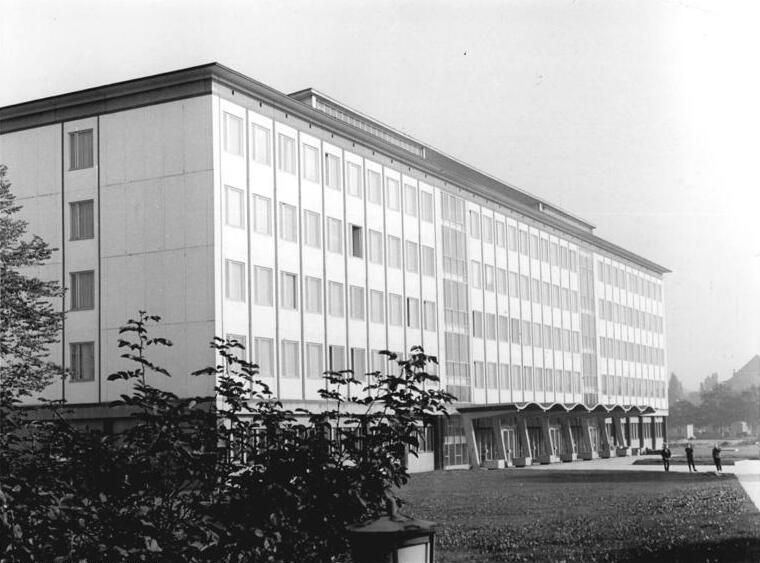
Außenansicht des neuen Instituts für Sportmedizin (1965)

Um den Rückstand in der internationalen sportmedizinischen Forschung aufzuholen, war 1961 die Gründung eines „zentralen Leitinstituts für wissenschaftliche Fragen innerhalb der Sportmedizin“ an der DHfK beschlossen worden. Zunächst nur kommissarisch geleitet, hatte das Institut für Sportmedizin (ISM) im Januar 1965 mit Bezug seines neuen Institutsgebäudes offiziell seine Arbeit aufgenommen. Obwohl als Hochschuleinrichtung organisatorisch dem Staatssekretariat für Körperkultur und Sport untergeordnet, wurde die Anleitung vorrangig vom Ministerium für Gesundheitswesen übernommen. 1969 forderte der zentrale Leistungssportbeschluss die Abkehr der Sportmedizin von der präventiven und klinischen Ausrichtung hin zum Leistungssport, dem die bisherige Organisationsstruktur nicht mehr gerecht werden konnte. Am 24. April 1969 wurden daher ISM und FST aus der DHfK herausgelöst, zum Forschungsinstitut für Körperkultur und Sport zusammengelegt und direkt dem Staatssekretariat für Körperkultur und Sport unterstellt. Die an der Hochschule verbliebenen Bereiche wurden zur Sicherung des Lehrbetriebs als Wissenschaftsbereich Sportmedizin/Naturwissenschaften zusammengefasst. Für die sportmedizinische DHfK-Forschung zeichnete fortan eine neugebildete Arbeitsgruppe Freizeit- und Erholungssport aus. 1985/86 wurde der Wissenschaftsbereich Sportmedizin/Naturwissenschaften ein selbstständiges Institut innerhalb der DHfK.
Im Jahr 1969 wurde an der DHfK die 3. Hochschulreform umgesetzt, die an allen anderen Universitäten und Hochschulen der DDR die bestehenden Fakultäts- und Institutsstrukturen durch eine zentralisierte Sektionsstruktur ersetzt werden sollten. Bisherige Institute, Abteilungen und Arbeitsgruppen eines oder mehrerer Wissenschaftsgebiete wurden so zu komplexen Sektionen mit kürzeren und effizienteren Leitungswegen vereinigt. In diesen Einheiten waren die einzelnen Schwerpunkte zunächst in interdisziplinären Arbeitsgruppen, ab 1973 in Wissenschaftsbereichen zusammengefasst. Im Gegensatz zu den größeren Universitäten wurde an der DHfK das Institut für Marxismus-Leninismus nicht zur Sektion ausgebaut und als zunächst einziges selbstständiges Institut beibehalten. Zeitgleich zur Hochschulreform trat in der DDR der Leistungssportbeschluss in Kraft, in dessen Folge der Bedarf an spezialisierten Trainern für den Leistungssportbereich deutlich anwuchs. Die Diplomsportlehrer-Ausbildung wurde daher an der DHfK nochmals forciert, wodurch die Ausbildung von Schulsportlehrern an andere Hochschuleinrichtungen abgegeben wurde. Für Trainer und Funktionäre wurden Weiterbildungslehrgänge eingerichtet, in denen die neuesten Erkenntnisse vermittelt wurden. Gewachsene Arbeitsumfänge auf bestimmten Fachgebieten führten in der Folgezeit zur Gründung weiterer selbstständiger Institute durch Ausgliederung bestimmter Arbeitsgruppen bzw. Wissenschaftsbereiche aus den Sektionen. So wurde 1972 das Institut für Ausländerstudium, 1977 das Institut für Freizeit- und Erholungssport und 1984 das Institut für Weiterbildung ins Leben gerufen.
1973 fand mit der Verleihung des in der DDR einmaligen Status „Zentralbibliothek für Körperkultur und Sport“ ein vom Staatlichen Komitee knapp 20 Jahre zuvor erteilter Auftrag seinen erfolgreichen Abschluss, nach dem aus der anfangs weitgehend zufälligen Zusammensetzung des DHfK-Bücherbestandes eine Fachbibliothek aufgebaut werden sollte. Mittlerweile Teil der Universitätsbibliothek Leipzig, gilt die sportwissenschaftliche Büchersammlung noch heute im deutschsprachigen Raum als zweitgrößte ihrer Art.
Im Zuge des 1989 einsetzenden gesellschaftspolitischen Wandels in der DDR gab es auch unter den Lehrkräften und Studenten der DHfK Strömungen, die sich öffentlich für basisdemokratische Veränderungen aussprachen. Der Sportwissenschaftler Jochen Hinsching nannte in seinem 1996 erschienenen Aufsatz „Ostdeutsche Sportwissenschaft vor und nach 1990“ diesbezüglich die Initiativgruppe „Gesellschaft für Sportwissenschaft der DDR“, die sich an der DHfK formiert hatte und nach Hinschings Einschätzung in einem im Januar 1990 veröffentlichten Positionspapier unter anderem eine „parteipolitisch missbrauchte und zu internationaler Selbstisolierung gezwungene Sportwissenschaft“ beklagte.
Zuletzt waren an der Hochschule rund 2000 Studenten (darunter circa 1000 Direktstudenten) eingeschrieben sowie etwa 1050 Mitarbeiter (die Hälfte als Lehrkräfte) tätig. Ab 1987 bis 1990 war Gerhard Lehmann Rektor. Letzter und gleichsam erster frei gewählter Rektor der DHfK war Helmut Kirchgässner (Juli bis Dezember 1990), der anschließend Gründungsdekan der Sportwissenschaftlichen Fakultät in Gründung an der Universität Leipzig war.

### Schließung der Hochschule

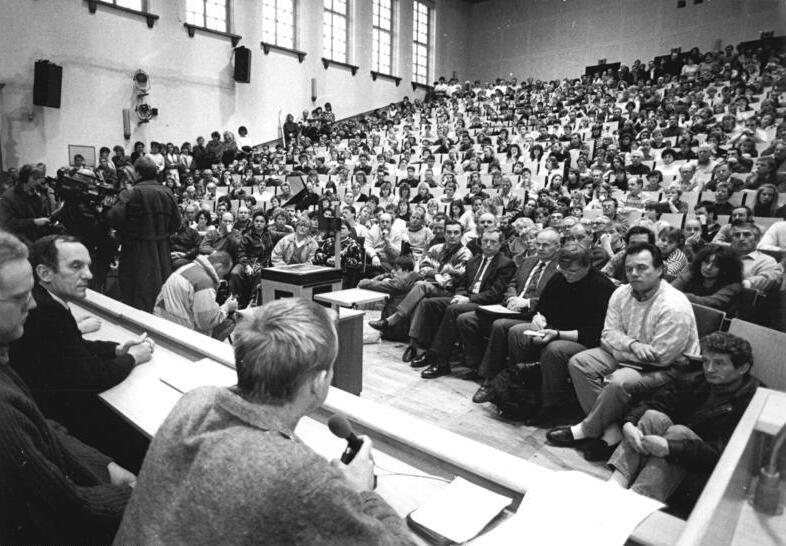
Studentenvollversammlung im großen Hörsaal aufgrund der Pläne der sächsischen Landesregierung zur DHfK-Auflösung am 10. Dezember 1990

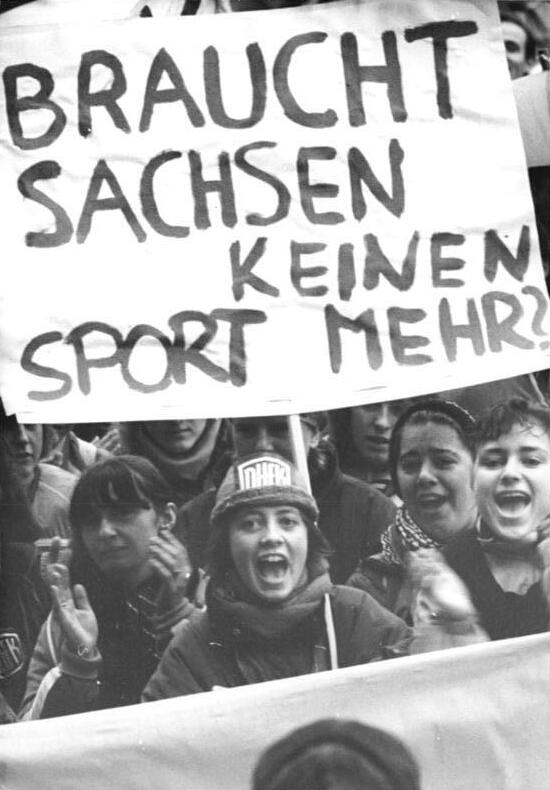
Proteste gegen die DHfK-Schließung vor dem Sächsischen Landtag am 11. Dezember 1990

Sachens neuer Ministerpräsident Kurt Biedenkopf sprach sich im Dezember 1990 aus wirtschaftlichen Gründen und wegen „großer Altlasten“ gegen den Fortbestand der DHfK aus. DHfK-Rektor Kirchgässner führte diese Einschätzung insbesondere auf die zu jener Zeit stattfindende Diskussion über Doping in der ehemaligen DDR zurück. Die Sächsische Staatsregierung in Person von Wissenschaftsminister Hans Joachim Meyer und Arnold Vaatz (Leiter der Staatskanzlei) gab am 11. Dezember 1990 gegenüber einer Abordnung der DHfK die Schließung der Hochschule sowie die Absicht bekannt, den DHfK-Lehrbetrieb zum 1. Januar 1991 einzustellen, eine Nachfolgeeinrichtung im Rahmen der Universität Leipzig aufzubauen (nämlich in Form der später am 8. Dezember 1993 neu gegründeten Sportwissenschaftlichen Fakultät der Universität Leipzig). Zuvor hatten mehrere hundert DHfK-Beschäftigte vor dem Sitz der Sächsischen Staatsregierung in Dresden gegen die drohende Schließung demonstriert. Die Entscheidung der Schließung war seitens der Landesregierung aber bereits rund eine Woche zuvor gefallen.
Die neue Sportwissenschaftliche Fakultät der Uni Leipzig übernahm die Infrastruktur und einen geringen Teil des Personals der DHfK. Hunderte Beschäftigte der DHfK wurden arbeitslos. Nach Angaben Meyers erfolgte die Schließung beziehungsweise der Teilübergang in die neue Sportwissenschaftliche Fakultät der Uni Leipzig infolge der Entscheidung der Sächsischen Staatsregierung, Institute, Sektionen und Wissenschaftsbereiche zu schließen, „deren Lehrangebot nicht den Anforderungen entspricht, die eine freiheitliche Gesellschaft, ein demokratischer Rechtsstaat und eine soziale Marktwirtschaft an Lehre und Forschung stellen“. Meyer führte ebenfalls die zuvor einseitige Ausrichtung der DHfK auf den Hochleistungssport sowie „Altlasten“ der Hochschule als Begründung an. Am Tag nach der Bekanntgabe der Schließung kündigten Studierende und Beschäftigte der DHfK an, ein Konzept zur Neugründung einer reformierten Sporthochschule in Leipzig mit rund 120 Lehrkräften vorzulegen und für dieses Ansuchen finanzielle Hilfe bei der Bundesregierung zu beantragen. Laut Darstellung Helmut Kirchgässners, letzter Rektor der DHfK, seien zunächst „alle Anstrengungen auf die Gründung einer eigenständigen Sporthochschule gerichtet gewesen“, dies sei aber aus finanziellen Gründen gescheitert. So hatte Kirchgässner ein Konzept vorgelegt, das eine Verlagerung des DHfK-Schwerpunkts auf die Bereiche Gesundheits-, Rehabilitations-, Behinderten- und Schulsport vorsah. Unmittelbar nach der Entscheidung, die DHfK zu schließen, trat die Hochschulleitung bis auf Rektor Kirchgässner zurück.
In einem Brief, den er neben anderen an den damaligen sächsischen Ministerpräsidenten Kurt Biedenkopf richtete, setzte sich Eric F. Broom, Vorsitzender der Internationalen Gesellschaft für Körperkultur und Sport (ISCPES), mit den Worten „Sie zu schließen, wäre ein Verbrechen“ für den Erhalt der DHfK ein. Der Vorsitzende der Deutschen Vereinigung für Sportwissenschaft, Elk Franke, forderte die Entscheidung zur Auflösung nochmals zu überdenken und das DHfK-Fernstudium als „attraktive Alternative zum bisherigen Ausbildungssystem der Bundesrepublik“ zu nutzen. In der bundesdeutschen Sportpolitik sprach sich Erika Dienstl als einzige der führenden DSB-Funktionäre für einen Erhalt der DHfK aus.
Noch im März 1991 appellierte der Bundestagsabgeordnete Dietmar Keller (PDS/Linke Liste) an Bund und Länder, die DHfK „nach ihrer Umprofilierung nicht aufzugeben.“ Keller argumentierte, dass die vormalige DHfK „als ein Institut der Leipziger Universität verkommen“ würde, „denn die Leipziger Universität hat andere Sorgen und Probleme, als sich um den Sport zu kümmern“.
Geregelt wurde die Auflösung dann in § 145 § 145 (Verwaltung der Wirtschafts- und Personalangelegenheiten, Abwicklungen) des Sächsischen Hochschulerneuerungsgesetz vom 25. Juli 1991, in dem festgehalten wurde, dass „die in der Anlage zu diesem Gesetz aufgeführten Einrichtungen und Teileinrichtungen der Hochschulen durch den Freistaat Sachsen nicht übernommen“ wurden. Die aufgeführten Hochschulen und Einrichtungen – darunter die DHfK – wurden mit Wirkung vom 1. Januar 1991 aufgelöst und „die von ihnen wahrgenommenen Aufgaben“ nicht fortgeführt. Das Schriftgut der DHfK ging im Rahmen der Teileingliederung in die Sportwissenschaftliche Fakultät der Uni Leipzig über und wurde dem „Vorbehalt des Freistaates Sachsen“ unterstellt. DHfK-Abwicklung und Neugründung der Sportwissenschaftlichen Fakultät der Uni Leipzig überlappten sich zeitlich. DHfK-Rektor-Helmut Kirchgässer sprach von „einer komplizierten und für alle Beteiligten belastenden mehrjährigen Gründungsphase“ und beschrieb die Schwierigkeiten 1993 rückblickend wie folgt: „Aus einer – trotz aller Vorbehalte – weltweit anerkannten Hochschule mit über 1 000 Mitarbeitern schrittweise auf eine Struktureinheit von 90 Mitarbeitern zu kommen ... In kurzer Zeit musste über das Schicksal von Hunderten Angehörigen der ehemaligen DHfK befunden und entschieden werden“.
Die Abwicklung der Deutschen Hochschule für Körperkultur wurde von vielen Stellen kritisch gesehen. Einer Einschätzung von Norbert Rogalski, bis 1990 an der DHfK Dozent für Sportpolitik, zufolge seien nicht eine Dopingverstrickung, sondern finanzielle Ursachen ebenso ausschlaggebend gewesen wie das Motiv, dass mit der Auflösung der DHfK ein Konkurrent der Deutschen Sporthochschule Köln verschwand. Rogalski nannte die Abwicklung der Hochschule „eine verschleierte Umschreibung von Liquidierung dieser Hochschuleinrichtung“. Die Leitung der Deutschen Sporthochschule Köln bedauerte die DHfK-Schließung, sah darin auf wissenschaftlicher Ebene aber keinen Verlust, da die Arbeit der DHfK zu 80 Prozent aus Lehre bestanden habe. Der ehemalige Sportsoziologie-Professor der DHfK, Fred Gras, kritisierte 2015, die Auflösung der Hochschule sei aus „politisch-ideologischen Überlegungen“ erfolgt. Der ehemalige DHfK-Professor der Theorie und Praxis des Trainings, Horst Röder, kritisierte, die Auflösung der Hochschule sei aus seiner Warte „offensichtlich in politischen Motiven, im Konkurrenzdenken und in einer von Arroganz geprägten Haltung der Verantwortlichen“ begründet gewesen. Der ehemalige DHfK-Rektor Gerhard Lehmann nannte die Schließung einen „schweren Fehler“.
Im 2007 erschienenen Werk Deutsche Hochschule für Körperkultur Leipzig 1950–1990 kommentierten die Herausgeber: „Die politische ‚Abwicklung‘ dieser Hochschule konnte nur auf Unverständnis stoßen. Viele Persönlichkeiten aus dem Ausland haben sich dagegen ausgesprochen.“ In einem im Jahr 2009 herausgegebenen Aufsatz vom Deutschen Olympischen Sportbund (DOSB) wird die Auflösung der DHfK rückblickend kritisch eingeordnet: „Noch heute unverständlich bleibt, weshalb eine im fachlichen Bereich auf hohem Niveau arbeitende und international anerkannte und hoch geschätzte Sportausbildungsinstitution wie die Leipziger Deutsche Hochschule für Körperkultur (DHfK) praktisch abgewickelt wurde, anstatt nach der Befreiung vom zweifellos vorhandenem ideologischen Ballast weiter für die Ausbildung qualifizierter Sportlehrkräfte und Trainer für das vereinte Deutschland zur Verfügung zu stehen.“
Es gab aber auch Stimmen, die in der Umwandlung der ehemaligen Hochschule in eine Fakultät zumindest neue Chancen sahen. So äußerte Helmut Kirchgässner im Dezember 1992 in einem Interview, mit der Auflösung der DHfK und der Gründung der Sportwissenschaftlichen Fakultät an der Uni Leipzig habe für die Sportwissenschaft in Leipzig ein „neuer Lebensabschnitt“ begonnen. Mit der künftigen Konzentration auf Freizeit- und Erholungssport, Rehabilitations- und Behindertensport und Leistungssport sei das Profil fortan weitaus breiter gefächert als an der DHfK, wo es mit der Ausbildung von Diplomsportlehrer und Olympioniken „nur um den Leistungssport ging“. Günter Schnabel, langjähriger Professor an der DHfK, wertete die „Entwicklung vor und mit der Gründung der Sportwissenschaftlichen Fakultät“ als eine „gewisse Aufwertung“ für das Fachgebiet Bewegungslehre/Sportmotorik, die dadurch wieder als „Kerndisziplin der Sportwissenschaft anerkannt“ worden sei.

### Nach der Auflösung
Ehemalige Professoren und Lehrkräfte der DHfK beklagten in den Jahren nach deren Auflösung teils Veröffentlichungen über die Hochschule, welche „Halbwahrheiten, Zerrbilder der Wirklichkeit und verschiedentlich auch Lügen“ (Rogalski), sowie „einseitige Darstellungen von Aufgaben und Leistungen“ enthielten.
Im Mai 2003 stellte die PDS-Fraktion im Sächsischen Landtag einen Antrag, eine Neugründung der Deutschen Hochschule für Körperkultur in Leipzig bis spätestens zum Studienjahr 2005/06 in die Wege zu leiten. Diese Forderung wurde unter anderem damit begründet, dass die Schließung der DHfK „als eine Fehlentscheidung zu beurteilen“ sei und die Deutsche Sporthochschule Köln nicht in der Lage sei, die „notwendigen Aufgaben sportwissenschaftlicher Lehre und Forschung für das gesamte Bundesgebiet wahrzunehmen“ und auch die Sportwissenschaftliche Fakultät der Leipziger Universität „allein mit der Bewältigung der Aufgaben überfordert“ ist. Der Antrag wurde vom sächsischen Staatsminister für Wissenschaft und Kunst, Matthias Rößler, mit der Begründung zurückgewiesen, dass eine Neugründung der DHfK weder aus fachlichen noch wirtschaftlichen Gründen zu befürworten wäre. Er argumentierte, die 1993 in Folge der Abwicklung der DHfK gegründete Sportwissenschaftliche Fakultät an der Universität Leipzig habe sich „erfolgreich entwickelt“. Laut Helmut Kirchgässner im Jahr 2003 wäre eine DHfK-Neugründung „in die heutige Hochschulstruktur nicht einordbar“ gewesen. Die Hochschule sei im Rahmen des Sportsystems der DDR zu verstehen. Die Forderung einer Neugründung sei Kirchgässners Einschätzung nach „unrealistisch und wohl als populistisch einzustufen“.

## Aufgaben

### Allgemein
Die DHfK Leipzig war die „profilierteste und größte Aus- und Weiterbildungsstätte des DDR-Sports“. Laut Norbert Rogalski war die Hochschule „eingebunden in die sozialistische Zielsetzung des Staates und die daraus resultierende, politisch-gesellschaftliche Praxis der DDR in den jeweiligen Zeitabschnitten“ und erfuhr wie andere Bereiche und Stellen der Sportwissenschaft in der DDR „eine großzügige ideelle und materielle Förderung und Unterstützung“ seitens der Staatsführung. „Das geschah vor allem vor dem Hintergrund, dass Körperkultur und Sport in der Verfassung der DDR als sozialer Anspruch für die Bevölkerung verankert gewesen sind“, erläuterte Rogalski. Durch die enge Verknüpfung von Lehre und Forschung und von Theorie und Praxis erlangte die DHfK Leipzig auch international hohe Anerkennung. Etwa 16.000 Studenten, darunter etwa 3700 Ausländer aus mehr als 100 Ländern, erwarben hier ihr Diplom, davon etwa die Hälfte im Fernstudium. 1800 Absolventen hatten vor Studienbeginn ihre Hochschulreife an der von 1951 bis 1963 bestehenden Arbeiter-und-Bauern-Fakultät der DHfK erworben, das auch für ein Studium an anderen Universitäten und Hochschulen berechtigte.
Im Jahre 1986 wurden die Hauptaufgaben der DHfK folgendermaßen formuliert:
- Erziehung und Ausbildung von Sportlehr- und Leitungskadern, insbesondere für den Deutschen Turn- und Sportbund der DDR (DTSB)
- Erziehung und Ausbildung von wissenschaftlichem Nachwuchs
- kontinuierliche Weiterbildung der Kader aus den einzelnen Teilbereichen der Körperkultur
- Forschung und Sicherung des wissenschaftlichen Vorlaufs für Körperkultur und Sport sowie zur Weiterentwicklung der Disziplinen der Sportwissenschaft
- Zusammenarbeit mit sportwissenschaftlichen Einrichtungen der UdSSR und anderer sozialistischer Länder in Lehre und Forschung sowie wissenschaftliche Zusammenarbeit mit internationalen Institutionen und Organisationen auf dem Gebiet von Körperkultur und Sport
- Aus- und Weiterbildung ausländischer Sportkader
- Unterstützung des sportlichen, wissenschaftlichen und kulturellen Lebens in der Stadt Leipzig und dem Bezirk Leipzig

In Teilen der Bevölkerung wurde die DHfK auch als „Rote Hochschule“ bezeichnet, was nach Einschätzung des ab 1988 an der Hochschule eingeschriebenen Lutz Thieme unter anderem auf „das persönliche Eingreifen von Walter Ulbricht“ sowie „aktives öffentliches Auftreten von Hochschulangehörigen ‚bei Demonstrationen und politischen Aktionen’“ zurückzuführen gewesen sei. Thieme schreibt von „zum Teil massiven Eingriffen der Staates in die Hochschule bis 1989“. Beate Paetow, in den 1980er Jahren erst Studentin und danach wissenschaftliche Mitarbeiterin an der DHfK, äußerte, die Hochschule sei „immer SED-behaftet“ gewesen. Sporthistoriker Jochen Hinsching, in den 1950er Jahren Lehramtsstudent in Leipzig, erinnerte sich an die DHfK als eine dynamische akademische Einrichtung, die „Sport als Gegenstand von Lehre und Forschung intensiv kultivierte und ihr politisches Profil aktiv demonstrierte.“ So zeigte sich die politische Instrumentalisierung der Wissenschaft, das Bekenntnis zum Staat DDR und seiner politischen Führung auch in der universitären Ausbildung, da Jahre vor Einführung der Wehrpflicht alle DHfK-Absolventen unabhängig vom Geschlecht eine militärische Ausbildung neben dem Studium zu absolvieren hatten. Hinschings Einschätzung nach bot die DHfK als moderne Sporthochschule „vorzügliche Bedingungen für das Studieren und Trainieren, für Leben und Arbeiten als Student.“
Einer Einschätzung von Günter Erbach (von 1956 bis 1963 Rektor der DHfK) zufolge war die Hochschule „als zentrale Lehr- und Forschungsstätte der Körperkultur und des Sports der DDR mit weltweiter Ausstrahlung“ einzuordnen, deren Wissenschaftsstruktur „auch internationale Maßstäbe setzte“. Horst Röder ordnete die Hochschule als „weltweit anerkannte Lehr- und Forschungsstätte“ ein. Das Nachrichtenmagazin Der Spiegel nannte die DHfK in einem 1975 veröffentlichten Bericht die „Keimzelle des DDR-Sportwunders“ und das „Medaillen-Labor“ der DDR.
An der DHfK wurde mit dem Titel Sport in der bildenden Kunst der DDR eine umfangreiche Sammlung von Werken der bildenden Kunst aufgebaut. Dazu erhielt eine bedeutende Zahl von Künstlern der DDR Aufträge. Seit der deutschen Wiedervereinigung wird diese Sammlung von der Kustodie der Universität Leipzig betreut.
Für Verdienste um Entwicklung und Ansehen dieser Sporthochschule wurde das Traditionsabzeichen der DHfK in Bronze, Silber oder Gold verliehen.

### Zentrale Aus- und Weiterbildungsstätte des DDR-Sports
Das Kernstück der DHfK verkörperte die Ausbildung zum Diplomsportlehrer. Aufgrund der steten Erweiterung sportwissenschaftlicher Erkenntnisse sowie den äußeren Erfordernissen in der Sportpraxis unterlag das Studium in den vier Jahrzehnten mehrfacher inhaltlicher und organisatorischer Veränderungen. Die Absolventen der ersten Generation wurden im zweijährigen Direktstudium ausgebildet, dessen Dauer bis 1956 schrittweise auf vier Jahre angehoben wurde. Ab September 1953 bestand zusätzlich die Möglichkeit eines fünfjährigen Fernstudiums, deren Lehrveranstaltungen an den DHfK-Außenstellen und -Konsultationsstützpunkten durchgeführt wurden. Dies wurde in der Anfangszeit vor allem durch ehrenamtliche Sportlehrer und Trainer im Sinne einer berufsbegleitenden Weiterbildung in Anspruch genommen.
Die fertig ausgebildeten Diplomsportlehrer waren im Gegensatz zu anderen Schulsportlehrern befähigt, auch im Breiten- und Leistungssport eine Trainerlaufbahn einzuschlagen. Nach heutigen Schätzungen entschieden sich etwa 20 bis 25 Prozent der Absolventen für diesen Weg, womit jedoch die verstärkte Forderung der DDR-Sportverbände nach speziell ausgebildeten Trainern nicht erfüllt werden konnte. So wurde bereits 1951 eine Trainerfalkultät eingerichtet, unter deren Dach eine von den Sportlehrern getrennte Trainerausbildung durchgeführt wurde. Im Gegensatz zur Diplomsportlehrer-Ausbildung zählte hier die Hochschulreife nicht als Voraussetzung. Während die Lehrgänge zunächst fünf Wochen umfassten, wurden diese ab 1952 auf vier Monate erweitert. Ab Mitte der 1950er Jahre wurde sich an der DHfK verstärkt dem Ziel der sportlichen Leistungssteigerung gewidmet. Als Ergebnis dieses Prozesses stand eine neu entwickelte Theorie des Leistungssports, die sich mit der Gestaltung des Trainingsprozesses befasste. Die darauf basierenden Trainerlehrgänge wurden auf zehn Monate erweitert und für alle in den DDR-Sportverbänden betriebenen Sportarten abgehalten. Nach erfolgreichem Abschluss durften die Teilnehmer die Berufsbezeichnung Trainer bzw. Spezialsportlehrer führten.
Die im Zuge der provisorischen Anerkennung des NOK der DDR zunehmende Professionalisierung der Leistungssportstruktur führte im Mai 1958 zur Einrichtung eines speziellen Trainerfachschulfernstudiums (TFF) zur Erringung des Titels Staatlich anerkannter Trainer mit Fachschulabschluss. Mit drei, ab 1960 vier Jahren Studienzeit waren die Lernkomplexe gegenüber den bisherigen Trainerlehrgängen deutlich erweitert, vertieft und praxisnaher gestaltet. Daneben wurde auch das Diplomsportlehrer-Studium noch weiter für die Qualifikation von Trainern ausgerichtet, was sich in der 1961 eingeführten Vertiefungsrichtung Leistungssport manifestierte. Im Gegensatz zu den parallel eingeführten Studiengängen Volkssport und Schulsport wurde hier das Studium durch ein zwölfmonatiges Trainerpraktikum auf fünf Jahre verlängert.
Der Leistungssportbeschluss 1969 führte eine Neuorganisation der DDR-Sportorganisation ein, die mit der Zielsetzung einer maximalen Medaillenausbeute bei Olympischen Spielen eine klare Priorisierung des Leistungssports beinhaltete. Zusammen mit der zeitgleichen 3. Hochschulreform kamen auch auf den Hochschulbetrieb der DHfK erhebliche Änderungen zu. In den vergangenen 20 Jahren waren durch eine breitgefächerte Ausbildung von Diplomsportlehrern und Trainern die Grundlagen für einen reibungslosen Betrieb im Schul-, Breiten- und Leistungssport geschaffen worden. Nun lag der Fokus auf eine vorrangig auf die olympischen Sportarten abgestimmte Trainerausbildung (Leistungssport) sowie auf vorwiegend pädagogische Tätigkeiten im Breitensport (Massensport), während die Lehrerausbildung für den Schulsport schrittweise eingestellt wurde. Im Zuge der Vereinheitlichung wurde der bisherige Trainer-Fachschulabschluss abgeschafft, alle Absolventen beendeten ihre DHfK-Ausbildung im Direkt- oder Fernstudium mit der Berufsbezeichnung Diplomsportlehrer.
Durch den im Zuge der Leistungssportkonzentration gestiegenen Bedarf an sportartspezifischen Trainerstellen wurden Studienbewerber nur mit nachgewiesener Leistungssporterfahrung ausgewählt. Das führte zu einer Aufwertung des Fernstudiums, dessen Absolventen mittlerweile hauptsächlich Leistungssportler waren. Um ihre schulischen und leistungssportlichen Aktivitäten in Einklang zu bringen, wurde das bestehende Netz von acht Außenstellen (AS) noch um sechs Konsultationsstützpunkte (KS) erweitert. Unter Betreuung von insgesamt bis zu 270 Lektoren konnten so die Athleten an ihren heimischen Sportclubs ein speziell auf den Trainings- und Wettkampfbetrieb abgestimmtes Studium absolvieren. Der Erfolg dieses Konzepts zeigte sich bereits bei den Olympischen Sommerspielen 1976. Mit 21 Olympiasiegen und 46 Podiumsplätzen hatten DHfK-Fernstudenten an jedem zweiten Medaillengewinn der DDR-Mannschaft ihren Anteil. Bekannte Absolventen des DHfK-Fernstudiums waren Olaf Ludwig, Henry Maske, Roland Matthes und Jutta Müller. Laut einer Pressemitteilung der Universität Leipzig im September 2003 stellte das Fernstudium „seinerzeit für aktive Leistungssportler eine fast ideale Möglichkeit dar, die sportliche Karriere und die berufliche Ausbildung parallel zu absolvieren.“ Da die Olympiakaderathleten unter den Leistungssportlern dem letzten Direktor des Fernstudiums, Eckart Henker, zufolge, „offiziell einen Amateurstatus hatten, firmierten die ebenso offiziell nicht als Fern-, sondern als Direktstudenten der DHfK-Außenstellen“. Es wird davon ausgegangen, dass rund die Hälfte der insgesamt 16.000 DHfK-Absolventen ihre Abschlüsse über das Fernstudium erlangten.
Neben der Trainerausbildung wurde das Diplomsportlehrer-Studium 1979 mit einer dritten Spezialisierungsrichtung Leitung der Körperkultur ergänzt, die die Ausbildung künftiger Führungskader in den DDR-Sportorganisationen verantwortete. 1981 folgte eine vierte Spezialisierungsrichtung mit Militärische Körperertüchtigung, in der angehende Sportoffiziere der Bewaffneten Organe auf ihre Aufgaben vorbereitet wurden.

### Internationale Kaderausbildung

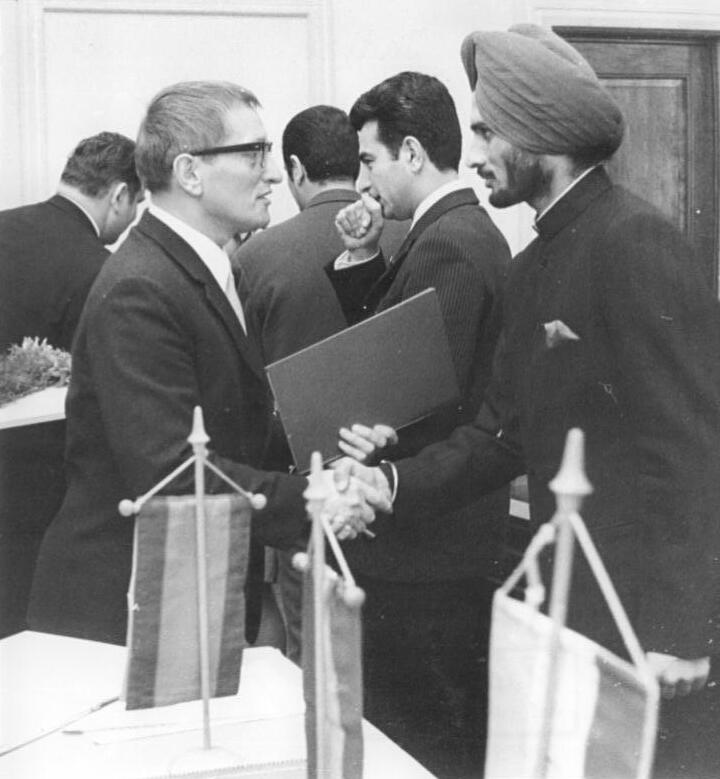
Diplomüberreichung bei der Abschlussfeier eines Trainerlehrgangs (1970)

Die Ausbildung ausländischer Absolventen an der DHfK erfolgte unter den Richtlinien der DDR-Entwicklungspolitik, nach der große personelle, finanzielle und materiell-technische Fonds in die Qualifizierung von Fachkadern, vorwiegend aus Entwicklungsländern, investiert wurden. Gemäß dem an der DHfK konzipierten Solidaritätsprogramm Hilfe für Selbsthilfe sollten die Absolventen mit den in der DDR erworbenen Kenntnissen in ihren Heimatländern die Körperkultur mitgestalten. Im Rahmen einer Pilotphase wurden an der DHfK von 1959 bis 1963 mehrere Trainerkurse für Übungsleiter aus afrikanischen Ländern durchgeführt, denen 1964 der erste offizielle internationale Trainerkurs mit 28 Teilnehmern aus acht afrikanischen und asiatischen Ländern folgte. In den 1970er Jahren sorgten die internationalen Sporterfolge der DDR und die „wachsenden sportwissenschaftlichen Ergebnisse der DHfK“ für das Interesse vieler Länder, ihre Übungsleiter an der Hochschule ausbilden zu lassen. Die Kurse wurden als „anspruchsvolle, praxisnahe Aus- und Weiterbildung“ beschrieben.
Mit Durchsetzung der Dritten Hochschulreform, mit der künftig an der DHfK vorrangig dem Leistungssport zugearbeitet werden sollte, wurde ab 1969 die Ausbildung ausländischer Schulsportlehrer an andere pädagogische Hochschuleinrichtungen der DDR abgegeben. Für die Diplomsportlehrer-Ausbildung wurden hingegen neue Studienmodelle eingeführt wie das zweijährige Bachelor-Hochschulzusatzstudium für Absolventen der nationalen Sportinstitute aus Entwicklungsländern und die daran anschließende dreijährige wissenschaftliche Aspirantur zur Erlangung des Doktorgrades. Der jährlich abgehaltene internationale Trainerkurs blieb bestehen. Als weitere Neuerung übernahm die DHfK auch die Deutschintensivausbildung der ausländischen Studierenden, die bisher am Herder-Institut der benachbarten Karl-Marx-Universität durchgeführt wurde. Damit sollte eine schnellere Integration in das wissenschaftliche sowie sportlich-kulturelle Leben ermöglicht werden. Um den neu entstandenen Aufgabengebieten angemessen begegnen zu können, wurde 1972 das Institut für Ausländerstudium konstituiert, das bis zum Ende der DHfK von Lothar Kalb geleitet wurde. Bis 1990 wurden 2415 Personen aus 94 Ländern geschult. Kalb nannte die Kurse in seinem Buch „Sendboten Olympias: die Geschichte des Ausländerstudiums an der DHfK Leipzig“ „sportwissenschaftliche Hilfe für Selbsthilfe für über 90 Länder“ und sprach von einer „solidarischen Hilfeleistung durch den DDR-Sport und die Sportwissenschaft“. Nach dem Ende der DDR und der Auflösung der DHfK wurden die Kurse von der Sportwissenschaftlichen Fakultät der Universität Leipzig fortgeführt und vom Auswärtigen Amt finanziert. Nach Einschätzung von Daniel Eckert-Lindhammer, der ab 2012 als Administrativer Geschäftsführer des Bereichs Internationale Beziehungen der Sportwissenschaftlichen Fakultät an der Universität Leipzig für die Kurse verantwortlich zeichnete, sei während der Ausländerkurse zu DHfK-Zeiten auch sportwissenschaftliches Wissen vermittelt worden, „um Partnerländer zu binden und internationale Beziehungen zu festigen. Nach außen waren die Trainerkurse in Leipzig unpolitisch, tatsächlich war der Sport in dem Fall aber hochpolitisch“.
Bedeutende DHfK-Absolventen waren Mohamed Farag, Generaldirektor im NOK Ägypten, der spätere Präsident des NOK Südafrika, Sam Ramsamy, Hassan Moustafa, Vorsitzender des Handballweltverbandes, Ben Mokhtar, Generaldirektor der Sporthochschule Algier (Algerien) und Jorge Brancacho, Rektor der Sporthochschule Havanna (Kuba).

### Betätigungsfelder in Sportpraxis und Sportwissenschaft

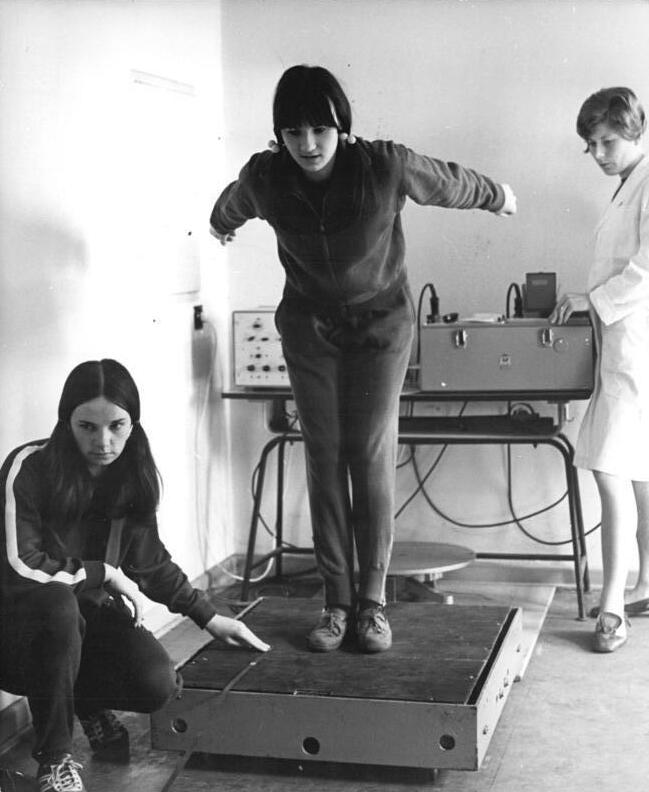
Kraftmessungen in der Abteilung Biomechanik (1970)

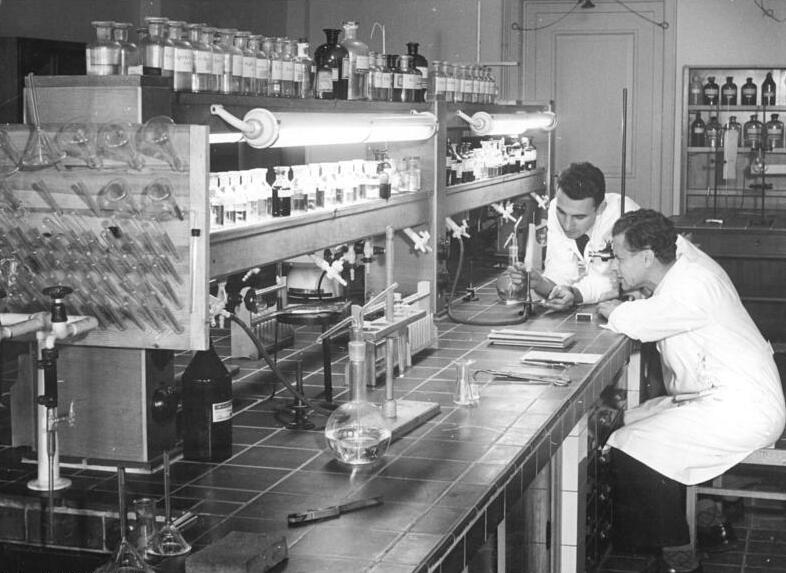
Blick in das Laboratorium für physiologische Chemie (1957)

Neben der Ausbildung von Lehrern für die schulische Körpererziehung sollte das neue Zentralinstitut auch künftigen Bedingungen der Leistungssportförderung in Theorie und Praxis gewachsen sein, um im internationalen Maßstab vergleichbare Leistungen erreichen zu können. Im Konflikt mit der traditionellen Wissenschaft der Hochschul-Fakultäten, die in Ost und West im Sinne der alten Turnwissenschaft lehrten, musste die DHfK auf dem jungen Gebiet der Theorie der Sportarten eigene sportwissenschaftliche Maßstäbe setzen, nach denen promoviert und schließlich habilitiert werden konnte. Auf die alte Garde der Turnwissenschaftler konnte dennoch nicht ganz verzichtet werden. Gerhard Lukas vom Institut für Körpererziehung der Universität Halle hatte habilitiert und damit unter den Institutsdirektoren eine im gesamtdeutschen Vergleich einmalige Stellung erreicht. So war er vorerst als einziger in der Lage, auf dem Gebiet der Sportwissenschaft akademische Ehren zu verleihen.
Bei der I. Sportwissenschaftlichen Konferenz im März 1952 wurden Fachkommissionen für „Sportgeschichte“, „Theorie der Körpererziehung“ und „Sportmedizin“ gebildet, die die praktische und die politische Seite des Sports mit der Wissenschaftsorientierung der Sportwissenschaft zusammenführen sollten. Neben Lukas (Sportgeschichte) wurden mit dem Pädagogen Kurt Meinel (Theorie der Körpererziehung) und dem Arzt Kurt Tittel (Sportmedizin) zwei Wissenschaftler mit der Leitung betraut, denen später eine Professur an der DHfK angetragen wurde. Der eher theoretisch veranlagte Meinel entwickelte eine eigenständige pädagogisch orientierte Bewegungslehre. Während er den sportmotorischen Vermittlungsprozess eher beschreibend als messend in den Vordergrund stellte, sorgte sein naturwissenschaftlich geprägter Mitarbeiter Günter Schnabel dafür, dass die Kluft zu Kollegen wie dem von der Physik geprägten Biomechaniker Gerhard Hochmuth nicht zu groß wurde. Tittel befasste sich mit der Anthropometrie. Dies war aus ideologischer Sicht nicht unproblematisch, da sich damit offiziell in die Tradition der deutschen Sportmedizin gestellt wurde, die durch die Nationalsozialistische Rassenhygiene historisch vorbelastet war und zudem von der sowjetischen Linie abwich. Im Gegensatz zur damals in der Bundesrepublik praktizierten Sportmedizin war Tittels Ansatz bereits fortgeschritten, da er sein Fachgebiet nicht allein als Teil der Medizin verstand und stets die Anknüpfung zur Sportwissenschaft suchte. Auch in der Sportpsychologie verfolgte die DHfK neue Wege, anstatt z. B. den eng ausgelegten traditionellen Positionen Pawlows zu folgen. So basierte die eigenständige, tätigkeitsorientierte Konzeption der Psychologie von Paul Kunath der viel breiteren modernen sowjetischen Sportpsychologie.
1956 konnten mit Borrmann, Döbler, Erbach, Harre, Marschner, Reichert, Schuster, Simon, Wieczisk und Wonneberger die ersten DHfK-Absolventen ihre Promotionsverfahren abschließen. Diese erste Generation sollte in den folgenden drei Jahrzehnten an verschiedenen Schaltstellen in Sport und Sportwissenschaft der DDR entscheidende Rollen spielen.
1973 übernahm die Hochschule die Bereiche Nachwuchsforschung und Spielsportforschung vom FKS.
In den ersten 20 Jahren ihres Bestehens war die DHfK in der Breite der Herkunft des wissenschaftlichen Personals eine Einrichtung, die für die Forschung optimale Bedingungen bot und auch zu nutzen wusste. Sowohl Sporthistoriker als auch Sportwissenschaftler der Leipziger Sporthochschule nahmen in der Welt einen führenden Rang ein. Die Ausrichtung hin zu einer vorrangig wissenschaftlichen Leistungssporteinrichtung führte an der DHfK ab den 1970er Jahren zu einer zunehmenden Einengung hinsichtlich Rekrutierungs- und Diskussionsbasis, wofür einerseits der immer größer werdende Grad an Geheimhaltung im Leistungssport, andererseits die hohe Spezialisierung der eigenen Absolventen verantwortlich war. Während diese fast ausschließlich aus den eigenen Reihen rekrutiert wurden, blieben neue Impulse von außen aus. Die zahlreichen Doktoranden aus dem (befreundeten) Ausland wurden bereits vorab so ausgewählt, dass anstatt neuer methodischer Denkansätze eher hierarchische Lehrer-Schüler-Beziehungen gepflegt wurden. Für die Grundlagenforschung erwies sich neben den eingeschränkten Reisemöglichkeiten ihrer Wissenschaftler vor allem das Geheimhaltungsgebot als Hindernis für die Teilnahme am internationalen Diskurs. Veröffentlichte eigene wissenschaftliche Beiträge in englischsprachigen Publikationen waren, wenn überhaupt, nur unter aufwändiger Zensur möglich, während zusätzlich die Wissenschaftskontakte in die UdSSR und das übrige Osteuropa beschnitten bzw. nicht intensiviert wurden. Innerhalb der DDR wurde das für die Sportwissenschaft relevante Publikationsorgan Theorie und Praxis des Leistungssports ebenfalls nicht öffentlich publiziert, wodurch auch auf nationaler Ebene der für die Wissenschaft erforderliche Diskussionsprozess um Forschungsergebnisse elementar behindert war. Im internationalen Vergleich konnte so die DHfK vor allem in der sportartenbezogenen Anwendung der Grundlagen auf Dauer die besten Ergebnisse erzielen, wo der Ostblock am Anfang ein Alleinstellungsmerkmal besaß. Hier vollzog sich mit der 3. Hochschulreform 1969 ein Wandel von der Forschungsarbeit unter verschiedenen Wissenschaftsbereichen hin zur interdisziplinären sportartspezifischen Forschung. Gemäß dem zentralen Leistungssportbeschluss von 1969 konzentrierte diese sich fortan auf die geförderten Individualsportarten sowie auf die Spielsportarten Fußball, Handball und Volleyball. Zur intensiveren Betreuung erfolgte eine Aufteilung der Arbeitsfelder. Die bisherige Forschungsstelle der DHfK wurde zum eigenständigen Forschungsinstitut für Körperkultur und Sport (FKS) mit weitgehend autarkem Charakter transformiert, dem künftig das Anschluss- und Hochleistungstraining der Spitzensportler unterstand. An der DHfK verblieb der Bereich des Grundlagen- und Aufbautrainings für die Nachwuchssportler. Nach einigen internen Schwierigkeiten beim Umwandlungsprozess war 1973 die Neuordnung abgeschlossen.

### Dopingforschung
Die Forschungsarbeit an der DHfK lieferte neben anderen Bereichen auch die Grundlagen für das staatlich betriebene Dopingprogramm der DDR. Die in diesem Zusammenhang getätigte Bezeichnung der Hochschule als „Hochburg der Anabolika“' aufgrund ihrer fachlichen und örtlichen Nähe zum Forschungsinstitut für Körperkultur und Sport (FKS), in dem die Dopinguntersuchungen durchgeführt wurden, widersprach Helmut Kirchgässner (zitiert in Brigitte Berendonks 1991 erschienenem Buch Doping Dokumente: Von der Forschung zum Betrug): „Der Rektor der DHfK nach der Wende, Prof. Helmut Kirchgässner, hat kürzlich immer wieder betont, dass auf dem gemeinsamen Campus nur das FKS, nicht aber die DHfK Doping und Dopingforschung betrieben habe. (...) Doping-Forschung sei in Leipzig ausschließlich am FKS betrieben worden“. Berendonk hielt dem in derselben Publikation entgegen: „Das ist unwahr. Tatsache ist, dass das FKS eine innere Knospe der DHfK ist. Der am FKS für das gesamt Dopingprogramm zentral verantwortliche Leiter der Themengruppe ‚u.M.‘, Prof. Dr. A. Lehnert, war z. B. früher Prorektor der DHfK. Historisch scheint die DHfK sogar die Mutter des Anabolikadopings in der DDR zu sein“. 2003 betonte Kirchgässner, die DHfK mit Doping in Verbindung zu setzen, sei „unrealistisch und falsch“. Die DHfK war seiner Ansicht nach eine „‚normale‘ Hochschule“, an der das Thema Doping „schon aus Geheimhaltungsgründen absolut tabu“ gewesen sei. Jutta Braun, Historikerin am Zentrum für Zeithistorische Forschung Potsdam bezeichnete Aussagen, wonach die Institutionen der Leipziger Sportlandschaft in der DDR so leicht voneinander zu trennen seien, als historische Fahnenflucht. Sie betonte, dass die Leute, die am FKS nachgewiesenermaßen für Dopingforschung zuständig waren, gleichzeitig Funktionen an der DHfK hatten. Im Hinblick auf die Auseinandersetzung um Erhalt und Abwicklung der DHfK fand Braun es „verblüffend“, dass mit dem Forschungsinstitut für Körperkultur und Sport ausgerechnet der Teil der DHfK, der tatsächlich nachgewiesenermaßen dopingbelastet war, eine Bestandsgarantie per Artikel im Einigungsvertrag erhielt. Braun wörtlich: „Ich würde sogar so weit gehen zu sagen, dass der Sport ein Sonderfall der Wiedervereinigung war, weil hier am Anfang der Westen hoffte, vom Osten lernen zu können, weil die DDR so viel erfolgreicher gewesen war bei Olympia.“
Das besagte FSK entstand 1969 aus der DHfK-Forschungsstelle, die sich in den Jahren zuvor bereits zunehmend verselbständigte und dem wesentliche Bereiche des bisherigen DHfK-Instituts für Sportmedizin eingegliedert wurden. Damit wurde der steigenden leistungssportlichen Orientierung der DDR-Sportpolitik Rechnung getragen, durch die die Sportmedizin merklich an Relevanz gewann. Die Tätigkeit der rund 600 Mitarbeiter am FKS umfasste die Bearbeitung von zeitgebundenen Forschungsaufträgen, die am Olympiazyklus orientiert waren. Die Ergebnisse dieser Arbeiten fanden Eingang in die Gestaltung der Trainings- und Wettkampfsysteme einschließlich der komplexen Leistungsdiagnostik in olympischen Sportarten und ihrer Überführung in den Trainingsprozess, sowie in die Talentsichtung, die in Verbindung mit der wissenschaftlichen Trainingsgestaltung eine hohe Wirksamkeit erzielen sollte. Die Aktivitäten unterstanden strengster Geheimhaltung, wobei die Schweige- und Geheimhaltungspflicht der Mitarbeiter auch nach Auflösung des Arbeitsverhältnisses weiter bestand. In der sehr komplexen FKS-Struktur gab es unter anderem vier Forschungsbereiche für Sportarten mit jeweils drei bis vier sportartspezifischen Forschungsgruppen. Dazu kamen drei Abteilungen, darunter die 40-köpfige Sportmedizin, deren Mitarbeiter interdisziplinär bzw. disziplinär den Forschungskollektiven der Sportarten- bzw. Forschungsgruppen zugeordnet waren. Mit den Dopingforschungen betraut war das Labor Endokrinologie, das von einem Biologen geleitet wurde und in dem etwa 20 Mitarbeiter, darunter ein Arzt, angestellt waren.

## Wissenschaftliche Leitungsstruktur (ab 1986)
Die Leitungsstrukturen der DHfK waren von der 3. Hochschulreform geprägt, die Ende der 1960er Jahre in der DDR eine stärkere Zentralisierung im Hochschulwesen mitgebracht hatte. Die bis dahin bestehenden Fakultäten waren durch Sektionen ersetzt worden, die direkt unter dem Rektor eine zweite Leitungsebene bildeten. Anstelle der unabhängig agierenden Institute wirkten nun komplexe Struktureinheiten, in denen zunächst durch interdisziplinäre Arbeitsgruppen, ab 1973 durch Wissenschaftsbereiche (WB), mehrere Wissenschaftsdisziplinen zusammengefasst waren. In späteren Jahren unterlag die DHfK-Struktur wiederholt Anpassungen, indem vereinzelt Wissenschaftsbereiche aus den Sektionen ausgegliedert und wieder zu selbstständigen Instituten erhoben wurden.
Sektion I – Leistungs- und Erziehungswissenschaften
Die wissenschaftliche Arbeit der Sektion I betraf vorrangig die Leitung und Planung im Bereich der Körperkultur und Sport. Aufgabe war es, eine Theorie der Körperkultur zu erarbeiten, mit der die Belange des Leistungssports mit Aspekten der Erziehung und Bildung sowie der Menschenführung zusammenzuführen waren. Sektion I verantwortete folgende Wissenschaftsbereiche und Arbeitsgruppen:
- WB Theorie und Geschichte der Körperkultur mit Sportpolitik und Ästhetik des Sports
- WB Sportpädagogik und Sportpsychologie
- WB Leitung der Körperkultur und des Sports mit Sportsoziologie
- Arbeitsgruppen Fremdsprachen und Strukturwissenschaften

Sektion II – Allgemeine Theorie und Methodik des Trainings
Die Sektion II befasste sich mit der Herausarbeitung wissenschaftlicher Grundlagen, auf denen fundierte Trainingsverfahren für die Körperertüchtigung der Bevölkerung entwickelt werden sollten. Dazu zählte auch eine spezielle Ausbildung für angehende Sportoffiziere der Bewaffneten Organe. Sektion II verantwortete folgende Wissenschaftsbereiche:
- WB Allgemeine Theorie und Methodik des Trainings
- WB Biomechanik
- WB Militärische Körperertüchtigung

Sektion III – Theorie und Methodik des Trainings in den Sportarten I
Die Sektion III war in sportartspezifische Wissenschaftsbereiche gegliedert, in denen auf Basis der Theorie und Methodik wissenschaftliche Voraussetzungen für die sportliche Leistungsentwicklung in allen Alters- und Leistungsbereichen geschaffen und stetig weiterentwickelt werden sollten. In Sektion III wurden vorwiegend Kraft- und Ausdauersportarten in folgenden Wissenschaftsbereichen zusammengefasst:
- WB Leichtathletik; Radsport; Gewichtheben
- WB Sportschwimmen
- WB Wasserfahrsport
- WB Wintersport

Sektion IV – Theorie und Methodik des Trainings in den Sportarten II
Die Sektion IV war wie Sektion III in sportartspezifische Wissenschaftsbereiche gegliedert, in denen auf Basis der Theorie und Methodik wissenschaftliche Voraussetzungen für die sportliche Leistungsentwicklung in allen Alters- und Leistungsbereichen geschaffen und stetig weiterentwickelt werden sollten. In Sektion IV wurden vorwiegend technisch-taktisch und vorwiegend technisch-kompositorische Sportarten (z. B. Geräteturnen; Eiskunstlauf) in folgenden Wissenschaftsbereichen zusammengefasst:
- WB Kampfsport
- WB Sportspiele
- WB Technisch-kompositorische Sportarten

Institute der DHfK
Aufgrund der relativ geringen Hochschulgröße der DHfK wurde dessen Institut für Marxismus-Leninismus nicht zur Sektion ausgebaut und verblieb zunächst als einziges selbstständiges Institut innerhalb der Hochschule. In den 1970er Jahren kamen die Institute für Ausländerstudium und für Freizeit und Erholungssport hinzu, bis Mitte der 1980er die Institute für Weiterbildung und für Sportmedizin.
- Institut für Marxismus-Leninismus
- Institut für Ausländerstudium
- Institut Freizeit und Erholungssport
- Institut für Weiterbildung
- Institut Sportmedizin

## Namensträger
Der ehemals an die DHfK angeschlossene Sportclub SC DHfK Leipzig (vormals SC Wissenschaft DHfK) ist bis heute der weltweit erfolgreichste Club der Sportgeschichte. Der 1954 gegründete Verein wurde dem Rektor der DHfK unterstellt. Seine Gründung war erfolgt, um in ihm Sportler aus der ganzen Republik zusammenzuziehen und auf die Olympischen Sommerspiele 1956 vorzubereiten. Vor allem in den Disziplinen Leichtathletik, Schwimmen, Rudern, Kanurennsport, Handball und Radsport bestimmten Sportler dieses Clubs die Weltspitze. Sie gewannen bis zum Ende der DDR 93 olympische Medaillen und 136 WM-Titel.
Die Abkürzung „DHfK“ führen heute des Weiteren noch die Wasserwacht (OV Wasserwacht DHfK), die Hochschulsportgemeinschaft HSG DHfK sowie der DHfK-Fasching im Namen.

## Dozenten, hervorgegangene Trainer und weitere Absolventen
- Dieter Altenburg (Rudern)
- Klaus Ampler (Radsport)
- Ekkart Arbeit (Leichtathletik)
- Berndt Barth (Trainingswissenschaft der Kampfsportarten)
- Heinz Bäskau (Theorie und Methodik des Sportunterrichts)
- Karl-Heinz Bauersfeld (Leichtathletik, Theorie und Methodik des Trainings)
- Kerstin Baumgarten (Sportwissenschaftlerin)
- Erik Becker (Radsport)
- Peter Becker (Radsport, u. a. Jan Ullrich)
- Jörg Berger (Fußball)
- Raimund Bethge (Bobsport)
- Jürgen Bogs (Fußball)
- Wolfgang Böhme (Handball)
- Ernst Bönsch (Schach)
- Alfred Borde (Trainingswissenschaft)
- Günter Borrmann (Technisch-kompositorische Sportarten)
- Georg Bramowski (Boxen)
- Jürgen Bremer (Kanu)
- Johannes Brumme (Geschichte der Erziehung)
- Regina Brzank (Rhythmische Sportgymnastik)
- Edelfrid Buggel (Freizeit- und Erholungssport)
- Hartmut Buschbacher (Rudern)
- Günter Czech (Ringen)
- Burkhardt Daßler (Judo)
- Günter Debert (Boxen)
- Hugo Döbler (Sportspiele)
- Lothar Doering (Handball)
- Friedrich Donath (Geschichtsmethodik)
- Erich Drechsler (Leichtathletik)
- Günter Dreibrodt (Handball)
- Wilfried Ehrler (Freizeit- und Erholungssport, Triathlon)
- Wolfgang Eichel (Sportgeschichte)
- Günter Erbach (Rektor, Geschichte der Körperkultur)
- Christoph Franke (Fußball)
- Joachim Franke (Eisschnelllauf)
- Frank-Michael Friedrich (Judo)
- Lutz Gau (Handball)
- Eduard Geyer (Fußball)
- Thomas Gleißner (Radsport)
- Stephan Gneupel (Eisschnelllauf)
- Fritz Gödicke (Fußball)
- Klaus Gottschalk (Sportmedizin)
- Dieter Grahn (Rudern)
- Fred Gras (Sportsoziologie)
- Bernd Großmann (Leichtathletik)
- Jürgen Haase (Leichtathletik)
- Günther Hafenberg (Basketball und Volleyball)
- Dietrich Harre (Trainingswissenschaft)
- Christian Hartmann (Trainingswissenschaft)
- Siegmund Haunschild (Judo)
- Wolfgang Heinig (Leichtathletik)
- Henry Hempel (Judo)
- Hans-Georg Herrmann (Rektor, Leitung und Planung der sozialistischen Körperkultur)
- Reinhard Heß (Skispringen)
- Jochen Hinsching (Sportwissenschaftler)
- Jürgen Höfner (Schwimmen)
- Hanni Hölzner (Schwimmen)
- Dietmar Hötger (Judo)
- Lutz Hoffmann (Turnen)
- Rolf Hornschuch (Volleyball)
- Helmut Howiller (Judo)
- Hermann Huß (Basketball)
- Siegfried Israel (Sportmedizin)
- Harald Jährling (Rudern)
- Dietmar Junker (Radsport, Ausdauersportarten)
- Heinz Kadow (Leichtathletik)
- Lothar Kalb (Institut für Ausländerstudium)
- Lutz Kaps (Turnen)
- Reiner Kießler (Kanu)
- Gerhard Kießling (Eishockey)
- Helge Kildal (Sportpolitik)
- Helmut Kirchgässner (Rektor, Bewegungs- und Trainingswissenschaft)
- Klaus Knoll (Turnen)
- Siegfried Köhler (Volleyball)
- Theodor Körner (Rudern)
- Klaus Köste (Turnen)
- Dieter Kollark (Leichtathletik)
- Jürgen Krug (Trainingswissenschaft)
- Heinz Krügel (Fußball)
- Paul Kunath (Sportpsychologie)
- Alfred Kunze (Fußball)
- Klaus Kupper (Sportwissenschaftler)
- Lutz Landgraf (Handball)
- Sven Lang (Leichtathletik)
- Hans-Henning Lathan (Sportmedizin)
- Frank Lehmann (Leichtathletik)
- Gerhard Lehmann (Rektor, Institut für Kampfsport)
- Alfons Lehnert (Theorie und Methodik des sportlichen Trainings)
- Jochen Lenz (Wasserfahrsport/Touristik)
- Gerhard Lewin (Schwimmen)
- Bernd Lindner (Rudern)
- Norbert Littkopf (Judo)
- Wolfgang Lohmann (Leichtathletik)
- Herbert Lori (Basketball)
- Dietmar Luppa (Sportbiochemie)
- Werner Marschner (Radsport)
- Volker Mattausch (Theorie der Körperkultur)
- Reinhard Mehlhorn (Ringen)
- Kurt Meinel (Bewegungslehre)
- Hans Meyer (Fußball)
- Gerhard Michael (Sportfunktionär)
- Klaus Miesner (Handball)
- Frank Möller (Leichtathletik)
- Hans Müller-Deck (Institut für Kampfsport, Judo)
- Bringfried Müller (Fußball)
- Jutta Müller (Eiskunstlauf)
- Eberhard Mund (Rudern)
- Werner Nauber (Skisport)
- Horst Neuhof (Basketball)
- Georg Neumann (Sportmedizin)
- Willi Nitschke (Rektor; Institut für Marxismus-Leninismus)
- Klaus Nitzsche (Biathlon, Skisport)
- Maik Nowak (Handball)
- Gerhard Oehmigen (Sportgeschichte)
- Manfred Paerisch (Sportphysiologie)
- Beate Paetow (Volleyball)
- Benno Paulitz (Ringen)
- Arndt Pfützner (Sportwissenschaftler, Skilanglauf, Triathlon)
- Malte Philipp (Segeln)
- Lothar Pöhlitz (Leichtathletik)
- Heinz Preuß (Turnen, Wasserspringen)
- Manfred Preußger (Stabhochspringer, Dozent)
- Herbert Queck (Skispringen)
- Udo Quellmalz (Judo)
- Siegmund Rahn (Kinder- und Jugendsport)
- Michael Regner (Schwimmen)
- Fritz Reichert (Skisport)
- Walter Renner (Theorie und Methodik des Schwimmens)
- Bernd Roßmann (Rennrodeln)
- Richard Riecken (Sportpädagogik)
- Günther Röblitz (Sportpädagogik)
- Klaus Rohrberg (Sportsoziologie)
- Norbert Rogalski (Sportpolitik)
- Karlheinz Rost (Handball)
- Klaus Rost (Sportwissenschaftler)
- Heiko Salzwedel (Radsport)
- Uwe Sauerteig (Eisschnelllauf)
- Thomas Schediwie (Radsport)
- Lutz Schega (Sportwissenschaftler)
- Kurt Scheibner (Leichtathletik)
- Hans Schellenberger (Sportpsychologie)
- Hans Scheumann (Ausdauersportarten)
- Torsten Schmitz (Boxen)
- Günter Schnabel (Bewegungswissenschaft)
- Gert Schneider (Judo)
- Grit Schneider (Tennis)
- Manfred Scholich (Leichtathletik)
- Eberhard Schramm (Sportschwimmen)
- Gerd Schröter (Leichtathletik)
- Lothar Schröter (Volleyball)
- Knut Schubert (Eiskunstlauf)
- Karsten Schumann (Sportwissenschaft)
- Jochen Schümann (Segeln)
- Gustav-Adolf Schur (Radsport)
- Hans Schuster (Rektor, Theorie des Leistungssports)
- Heinz Schwidtmann (Rektor, Sportpädagogik)
- Fritz Sdunek (Boxen)
- Gunar Senf (Sportpädagogik)
- Ulrich Sernow (Volleyball)
- Hans Simon (Sportgeschichte)
- Lothar Skorning (Geschichte der Körperkultur, Judo)
- Wolfram Sperling (Schwimmen)
- Volker Spiegel (Volleyball)
- Thomas Springstein (Leichtathletik)
- Bernd Stange (Fußball)
- Helmut Stechemesser (Leichtathletik)
- Heidemarie Steiner (Eiskunstlauf)
- Günther Stiehler (Rektor, Schulsport, Sportspiele)
- Hubert Sturm (Judo)
- Ulf Tippelt (Sportfunktionär)
- Kurt Tittel (Sportmedizin)
- Hans-Jürgen Tode (Kanu)
- Werner Trelenberg (Leichtathletik)
- Ulrich Trettin (Tennis)
- Detlef Uibel (Bahnradsport)
- Hans-Jürgen Ulbricht (Institut für Kampfsport, Judo)
- Frank Ullrich (Biathlon)
- Gerald Voß (Leichtathletik)
- Herbert Wagner (Fechten)
- Petra Wagner (Sportwissenschaftlerin)
- Norbert Warnatzsch (Schwimmen)
- Ulrich Wehling (Nordische Kombination)
- Jörg Weissig (Rudern)
- Jürgen Wick (Wintersport)
- Georg Wieczisk (Sportgeschichte)
- Heinz Wiedner (Leichtathletik/Triathlon)
- Reinhard Winter (Bewegungslehre)
- Joachim Winterlich (Skispringen/Nordische Kombination)
- Inge Wischnewski (Eiskunstlauf)
- Günter Witt (Sportästhetik)
- Horst Wolf (Institut für Kampfsport, Judo)
- Manfred Wolke (Boxen)
- Günther Wonneberger (Rektor, Sportgeschichte)
- Heinz Wuschech (Sportmediziner)
- Andreas Zachhuber (Fußball)

Ausländische Absolventen:
- Woldemeskel Kostre (Lauf-Cheftrainer Äthiopien)
- Sam Ramsamy (IOC Südafrika)
- Emmanuel Legeard (Schwerathletik, Sportpsychologie, Frankreich)

## Rektoren
Die Rektoren waren
| Amtszeit    | Name                |
| ----------- | ------------------- |
| 1950–1952   | Joachim Lohmann     |
| 1952–1955   | Günther Stiehler    |
| 1955–1956   | Willi Nitschke      |
| 1956–1963   | Günter Erbach       |
| 1963–1965   | Heinz Schwidtmann   |
| 1965–1967   | Hans Schuster       |
| 1967–1972   | Günther Wonneberger |
| 1972–1978   | Günther Stiehler    |
| 1978–1987   | Hans-Georg Herrmann |
| 1987–1990   | Gerhard Lehmann     |
| 07/–12 1990 | Helmut Kirchgässner |

## Galerie

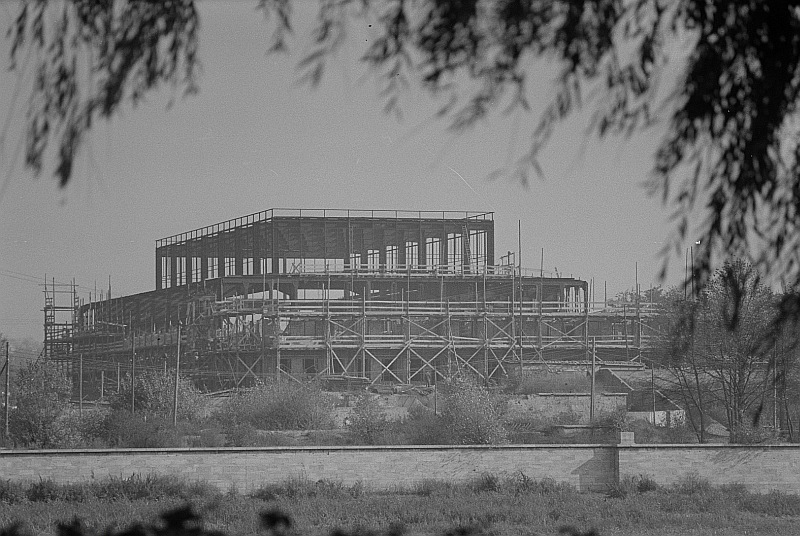
Baustelle des DHfK-Komplexes (1953)
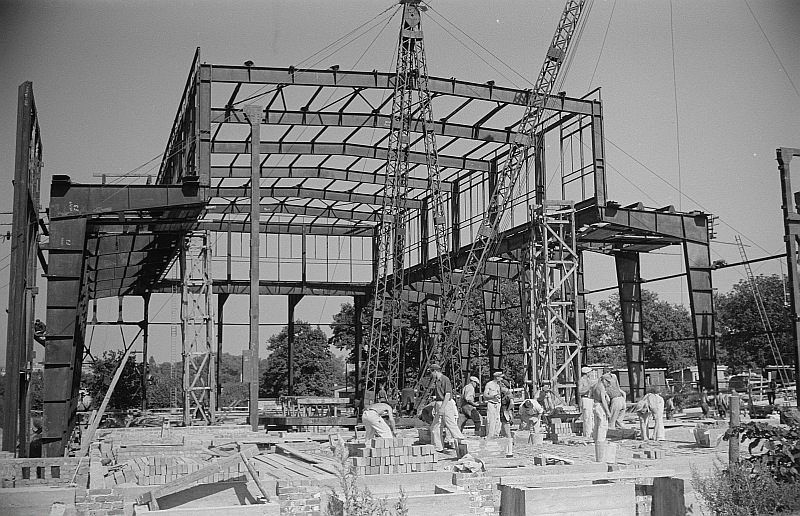
Stahlgerüst der künftigen Großen Sporthalle (1953)
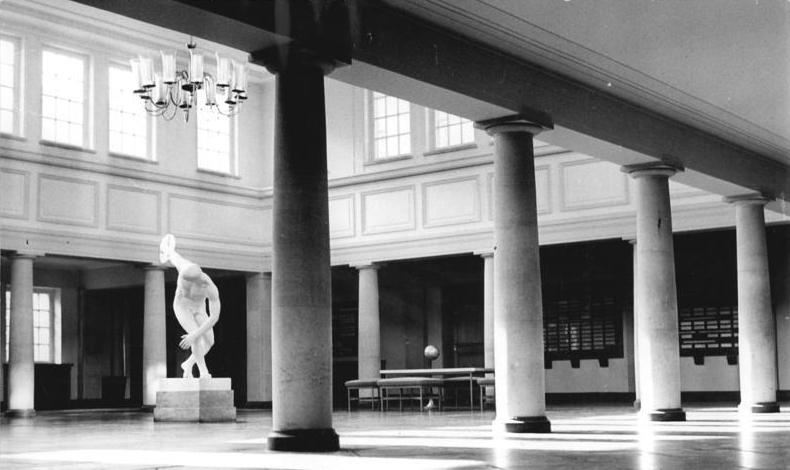
Die Vorhalle der DHfK (1965)
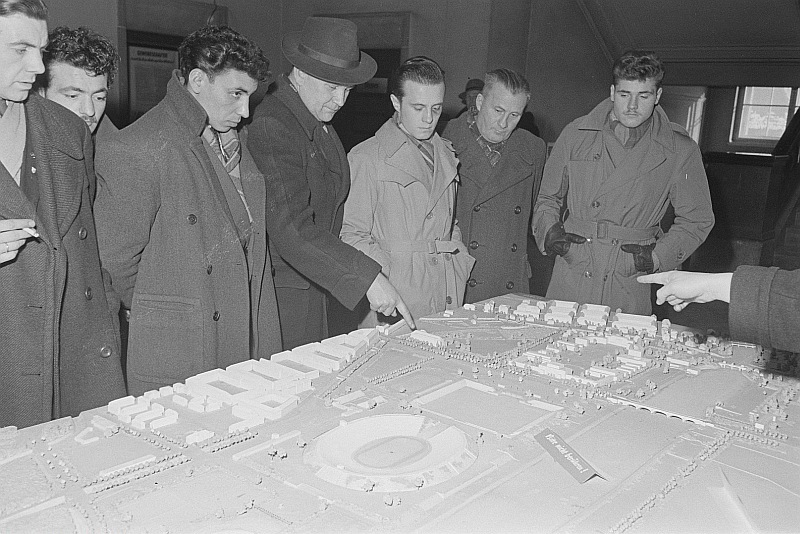
Eine Delegation des französischen Arbeitersportverbandes Fédération sportive et gymnique du travail (FSGT) vor einem Modell des DHfK-Komplexes (1954)
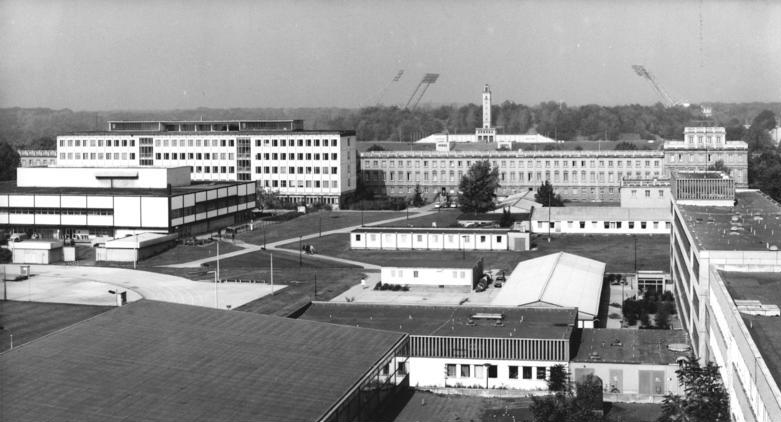
Blick auf das Gelände der Deutschen Hochschule für Körperkultur (1989)
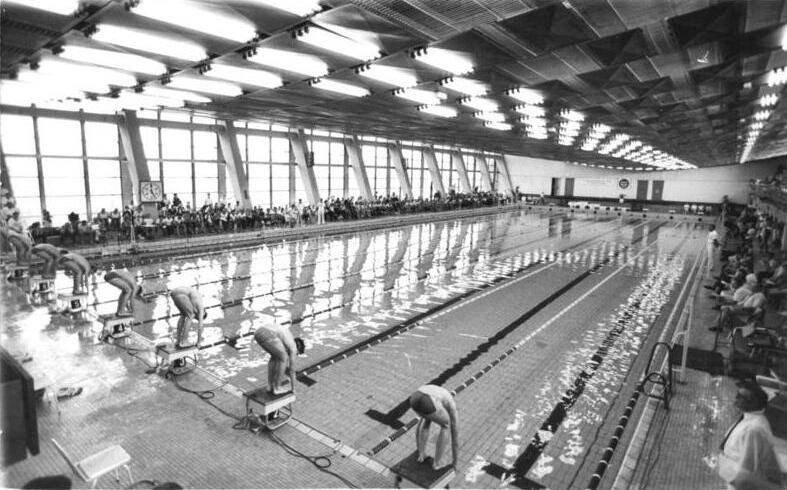
DHfK-Schwimmhalle während der DDR-Meisterschaften 1985
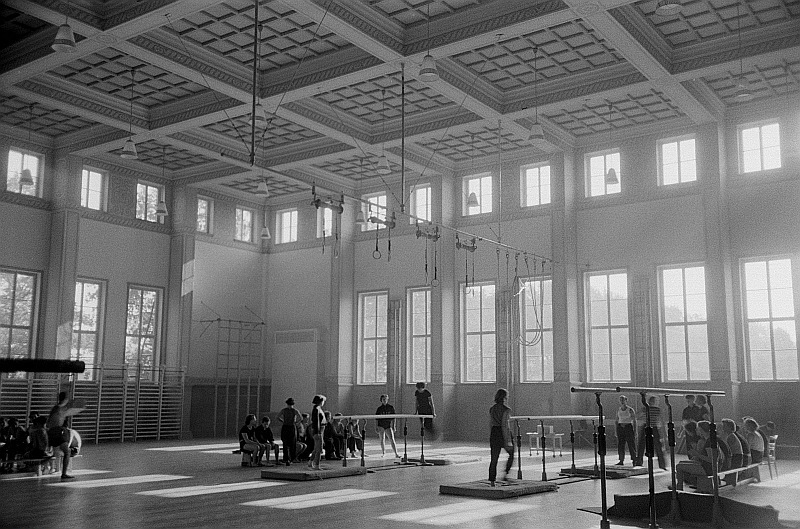
Innenansicht einer Sporthalle der DHfK (1953)
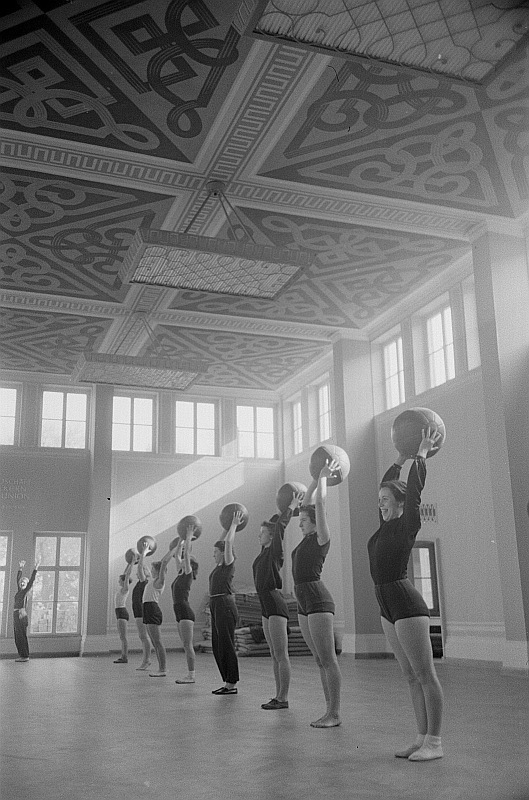
Sportlerinnen während einer Übungseinheit (1953)
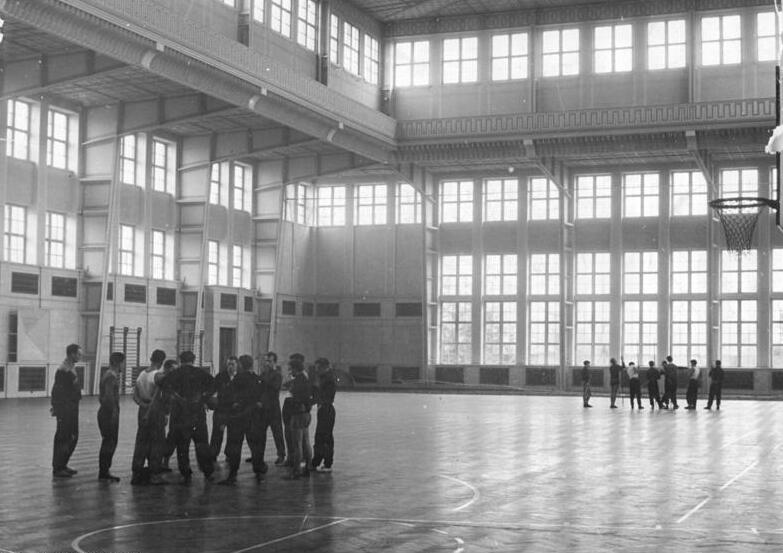
Blick in die Große Sporthalle (1957)
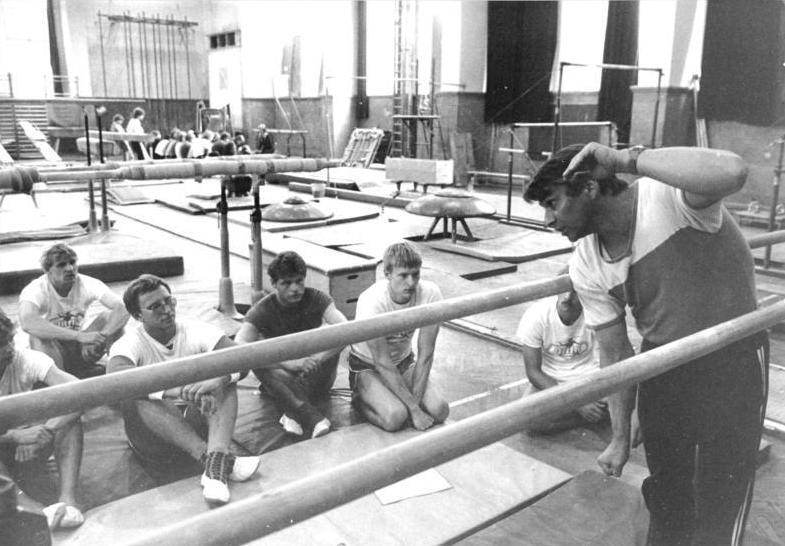
Leichtathletik-Studenten während der Grundausbildung Geräteturnen mit Turnolympiasieger Klaus Köste (1985)
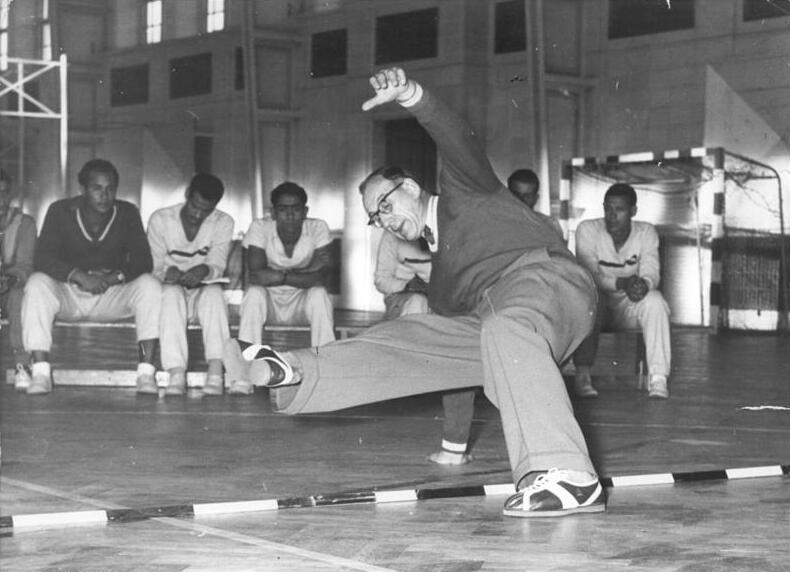
Ägyptische Studenten beim Erlernen der Hochsprungtechnik (1957)
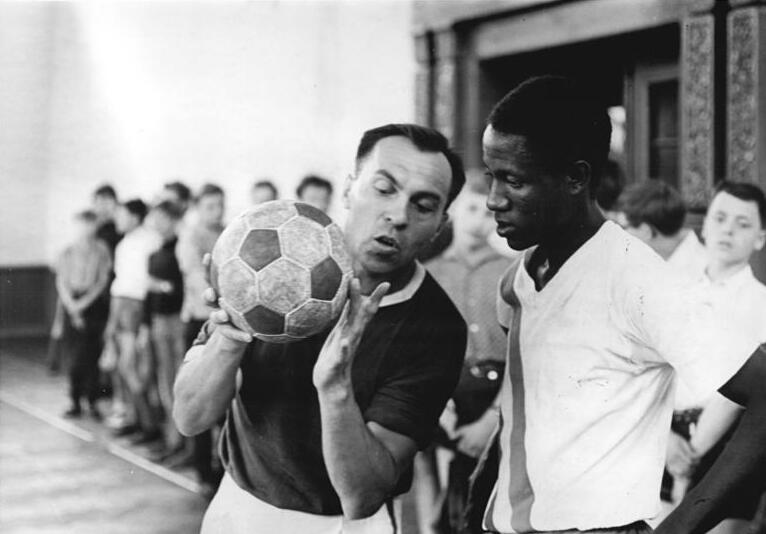
Der ehemalige Nationalspieler Rolf Bürger erklärt einem Traineranwärter aus Guinea die richtige Fingerhaltung beim Volleyballspiel (1968)
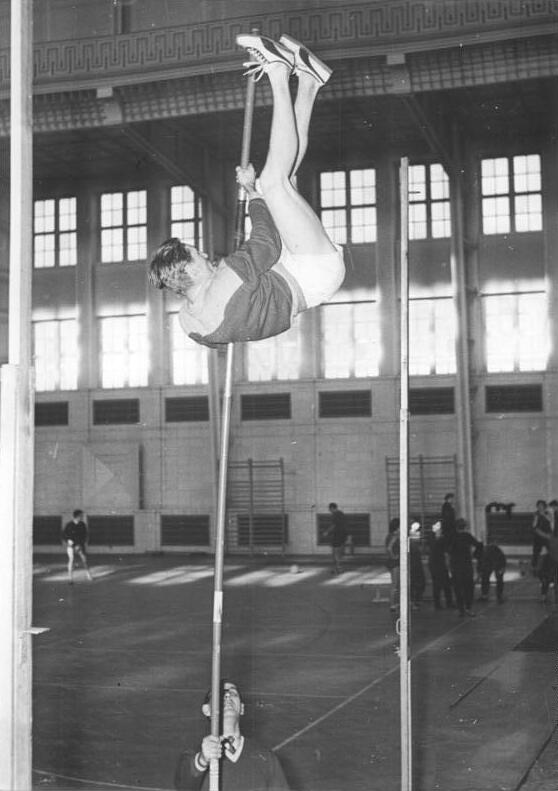
Der mehrfache DDR-Meister und Europarekordler im Stabhochsprung, Manfred Preußger, beim Training (1958)
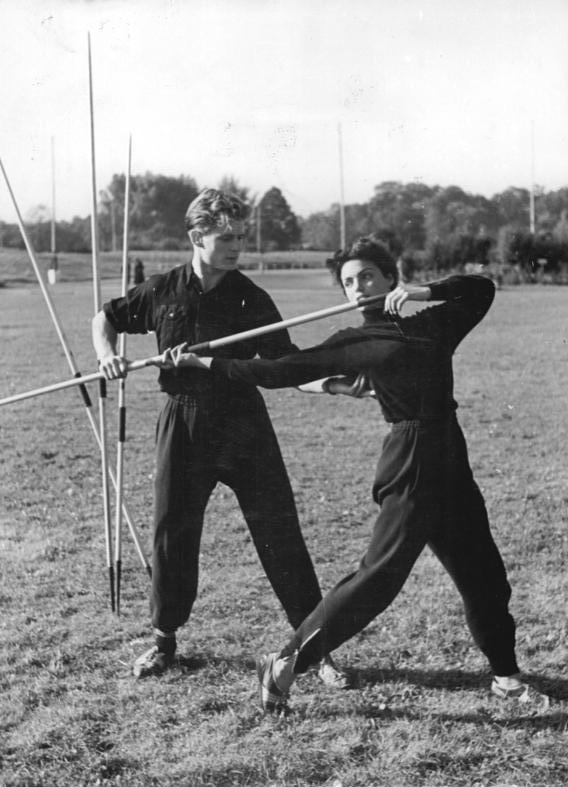
Klaus Frost, DDR-Meister im Speerwerfen, beim gemeinsamen Training mit einer Kommilitonin (1955)
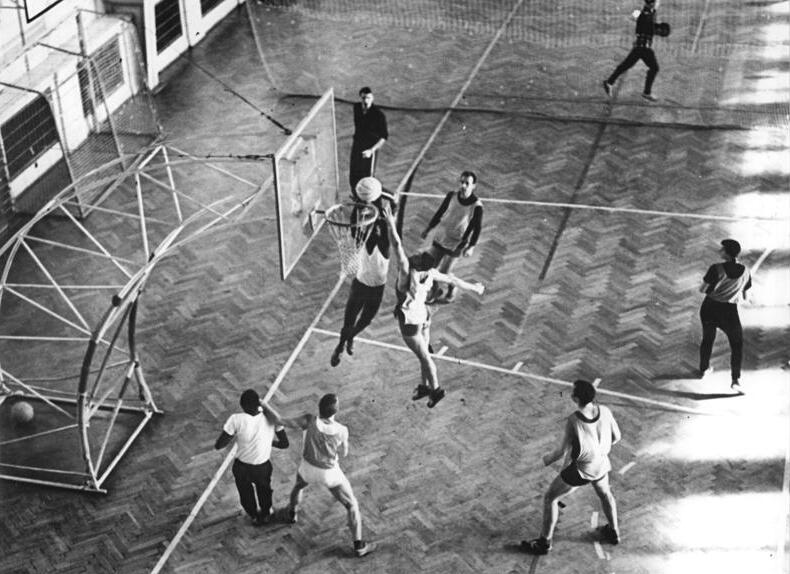
Basketball-Übungsspiel von afrikanischen, kubanischen und DDR-Sportstudenten (1965)
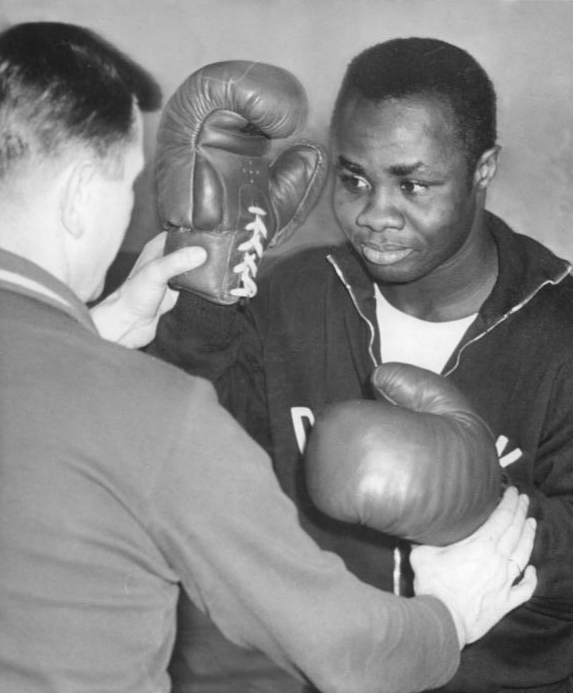
Der olympische Medaillengewinner von 1964, Eddie Blay aus Ghana während eines achtmonatigen DHfK-Lehrgangs (1965)
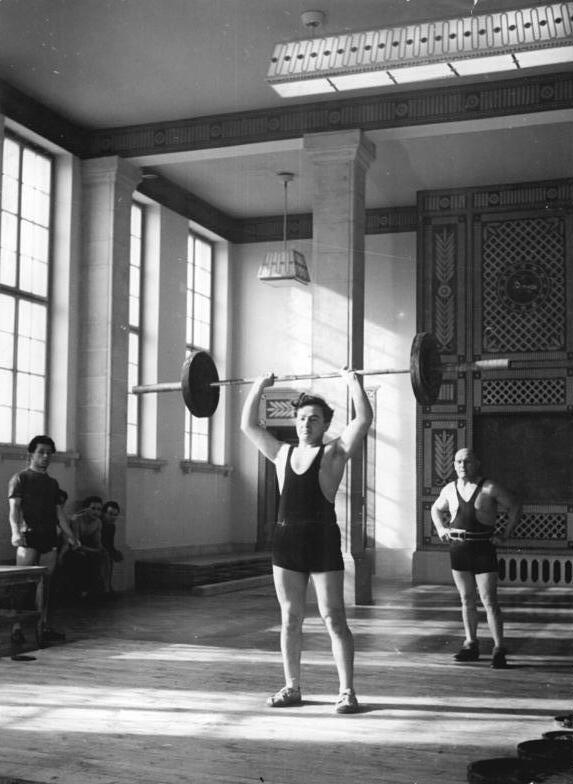
Trainingsstunde der Gewichtheber (1955)